# Szent Mihály és Szent Gudula-székesegyház
A Szent Mihály és Szent Gudula-székesegyház Brüsszelben található, a Treurenberg dombnál, az alsó- és a felsőváros határán helyezkedik el. A székesegyház elődjét két nagyon fontos kereskedelmi út, a Flandria–Rajna-vidék és a Mons–Brüsszel utak kereszteződésénél építették.

## Története

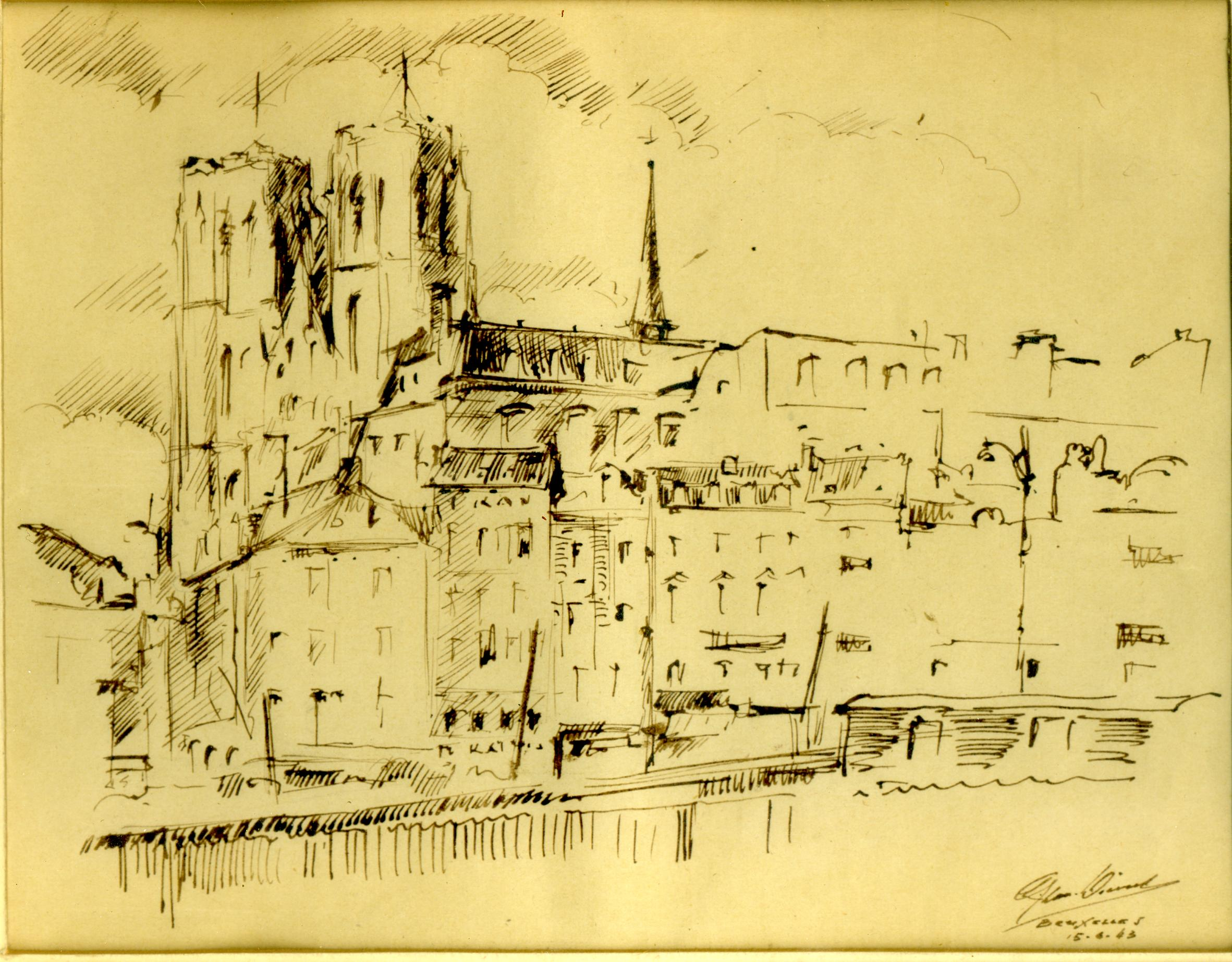
A katedrális látképe egy 1943-as rajzon. Léon van Dievoet műve

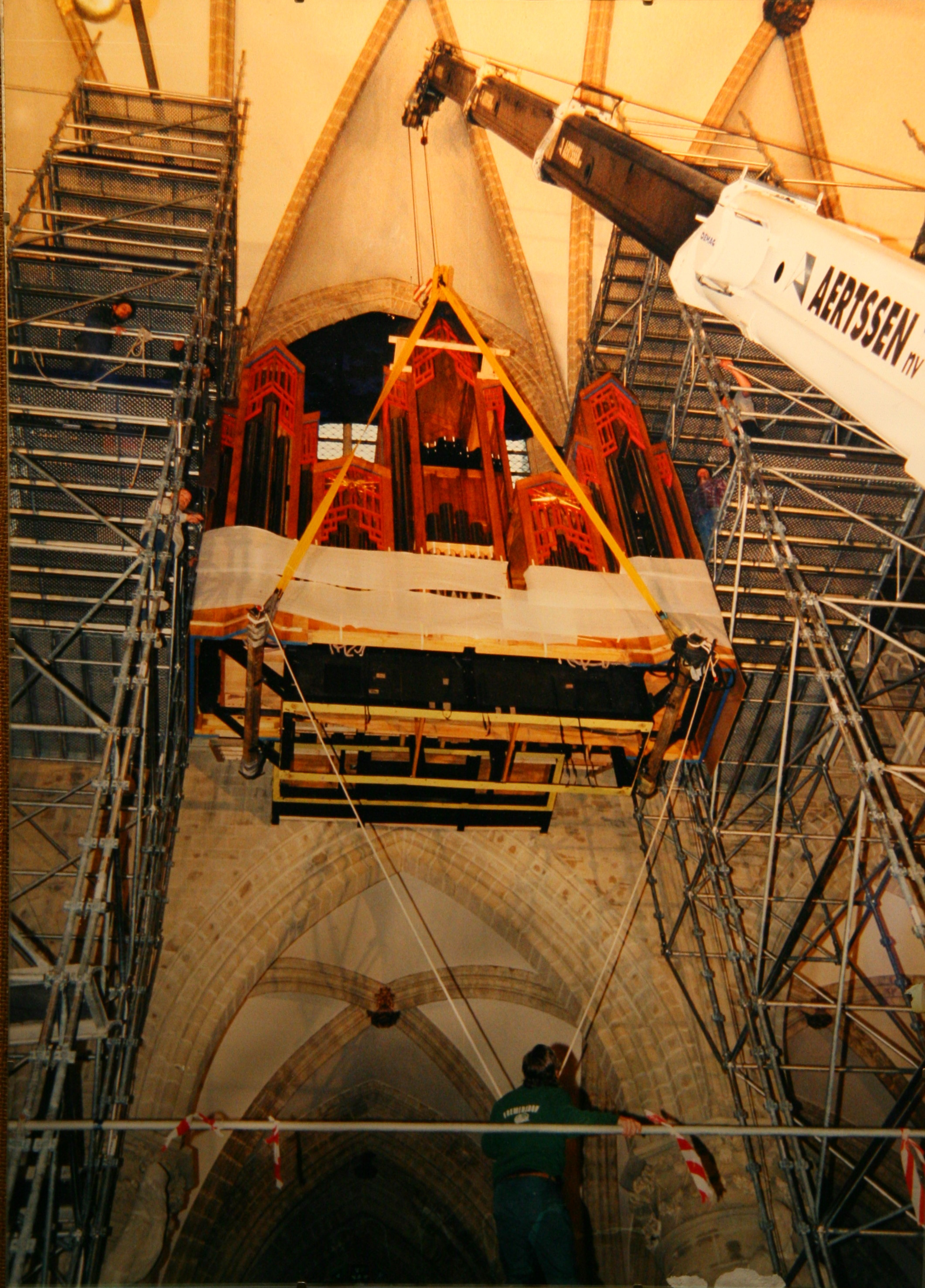
Az orgona beemelése az 1999-es felújítás végén

A feltételezések szerint a katedrális helyén legkorábban egy fából épült kápolna, a Saint-Michel-au-Mont állt. A Cambrai-i egyházmegye feljegyzéseiben (ahová a középkorba Brüsszel is tartozott) szerepel, hogy Vindicien püspök 695-ben ebbe a templomba látogatott.
A később nyom nélkül eltűnt épület helyén a 11. század elején állt egy Mihály arkangyal tiszteletére szentelt templom. 1047-ben Brabant hercege, II. Lambert társaskáptalant alapított Szent Gudula tiszteletére, és megkérte I. Gerardus cambrai-i püspököt (meghalt 1051-ben), hogy engedélyezze a szent maradványainak áthelyezését a brüsszeli Szent Mihály-templomba. II. Lambert a püspök hozzájárulásával átszállíttatta Szent Gudula maradványait a Brüsszel belvárosában lévő Szent Gorik-templomból a Treurenberg dombnál lévő új templomba. Ettől kezdve a Szent Gudula és Szent Mihály-templom átvette a vezető szerepet az összes brüsszeli templom felett. A II. Lambert által létesített 12 kánonos káptalan gondoskodott a templomban az egyházi szolgálatok ellátásáról, és az egyházi birtokok kezeléséről.
A templom 1072-ben leégett és csak 1200-ban, I. Henrik brabanti herceg uralkodása alatt építették újjá, egyben megnagyobbították nyugati irányban és két tornyot építettek hozzá.
Az eredetileg román stílusban épített Szent Gudula-templomot növekvő jelentősége miatt a 13. századtól gótikus stílusúvá alakították át. Az eredeti román templom alapjai még napjainkban is láthatóak a gótikus katedrális kriptája alatt. A gótikus kórust 1226 és 1276 között építették, a hajó és a kereszthajó a 15. század közepén, brabanti gótikus stílusban lett kialakítva. A francia gótikus homlokzatokat követő nyugati homlokzat építése 1450 és 1490 között fejeződött be.
A belga katolikus egyház központja egészen 1962-ig Mechelenben volt és csak ebben az évben változtatták meg a nevét Mechelen-Brüsszeli főegyházmegyére.
A katedrálist a 20. század folyamán szinte folyamatosan renoválták. A felújítás 1999 decemberére fejeződött be, amikor december 4-én Fülöp belga koronaherceg és Mathilda hercegnő itt tartotta esküvőjét.

### Fontosabb 20. századi események
- 1912. január 8.: Szent Gudula halálának 1200 éves évfordulója. A mecheleni érsek, Joseph-Desiré Mercier szobrának felavatása a déli kapu közelében Erzsébet belga királyné jelenlétében.
- 1912. november 30.: Flandria hercegnőjének, I. Albert belga király anyjának temetése.
- 1934. február 22.: I. Albert belga király temetése
- 1935. szeptember 3.: Asztrid belga királyné temetése
- 1959. július 2.: Albert belga királyi herceg és Paola Ruffo di Calabria olasz hercegnő házassága
- 1960. december 15.: I. Baldvin belga király és Dona Fabiola de Mora y Aragon házassága
- 1993. augusztus 7.: Balduin király temetése
- 1999. december 4.: Fülöp belga koronaherceg és Mathilde d'Udekem d'Acoz
- 2003. április 12.: Laurent belga király herceg és Claire Coombs házassága

## A székesegyház külseje
A székesegyházat a belga Gobertange helység közelében fejtett kőből építették (ugyancsak ebből készült a brüsszeli városháza épülete is).

### Nyugati homlokzat

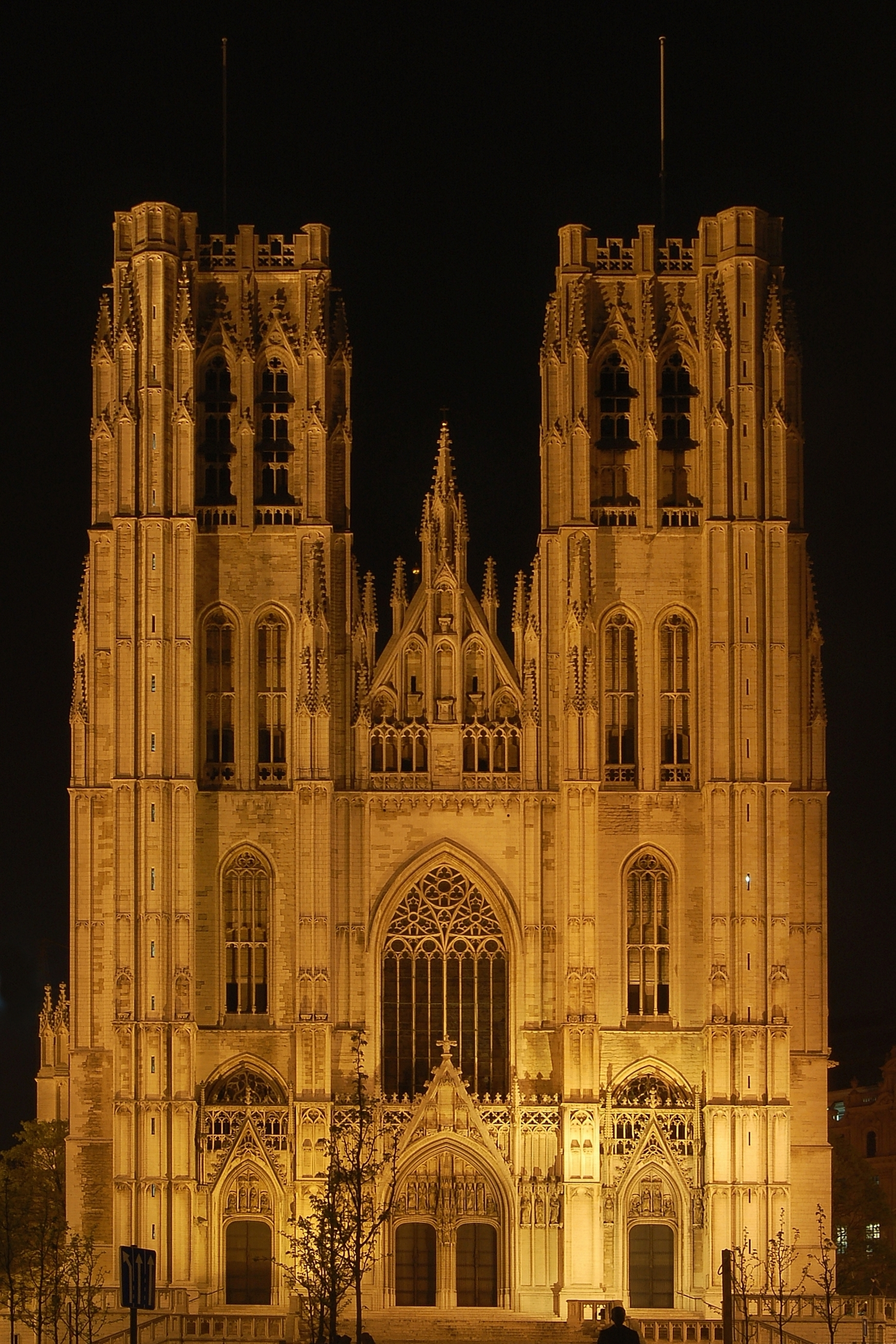
A székesegyház nyugati homlokzata éjszaka

A székesegyház nyugati homlokzatán található a főbejárat. A homlokzat francia gótikus stílusban épült rózsaablak nélkül, utóbbi helyett brabanti stílusú ablak található a homlokzaton. A székesegyház két tornyát Jan van Ruysbroeck építette (1470-1485 között), tetejükön ma teraszt alakítottak ki.
A homlokzat meghatározó elemei a függőleges oszlopok és a tornyok támpillérei. Négy támpillér választja el egymástól a három bejáratot, a két szélső támpillér különösen vastag. A tornyokban spirális lépcső található, amelyen keresztül a homlokzat és a tornyok minden szintje megközelíthető. A 65 méter magas tornyok, a támpillérekkel együtt az erő és a rendíthetetlenség érzését sugallják. A homlokzat vízszintesen három szintre tagolódik: az első szinten találhatók a bejáratok, a középső szinten a hatalmas üvegablak, amelyet két oldalról a tornyok oldalába vágott keskenyebb ablakok fognak közre és végül a harmadik szinten a főhajó háromszög alakú teteje, amelyet öt kis torony koronáz.

### A főhajó kívülről
A főhajót két szinten támpillérek támasztják alá, amelyekhez hasonlókat először a soissons-i katedrálisnál építettek. A támpillérek tetején díszes tornyokat helyeztek el, belsejükben az esővizet elvezető csatornák találhatók, amelyek vízköpőkben végződnek. A főhajó mindkét oldalán a támpillérek közé kisebb kápolnákat építettek.

### A székesegyház méretei
- hossza: 114 méter (összehasonlításképpen: az antwerpeni Onze-Lieve-Vrouwekathedraal hossza 125 méter, a Tournai Notre-Dame-székesegyház hossza 134 méter)
- a két torony magassága: 64 méter
- külső szélessége 57 méter (a kórus szintjén)
- belső szélessége: 54 méter
- a homlokzat szélessége a támpillérek nélkül: 34 méter

A főhajó
- magassága: 25 méter (összehasonlításképpen: a párizsi Notre-Dame 33,5 méter, a Tournai Notre-Dame-székesegyház 36 méter, az Amiens-i Notre-Dame-székesegyház 42,3 méter)
- a főhajó két oldalán található oszlopok magassága: 6,7 méter
- a mellékhajók magassága: 10 méter
- a főhajó szélessége: 13,5 méter

A Saint-Sacrament-kápolna
- szélessége: 13 méter (észak-déli irányban)
- hossza: 28 méter

## A székesegyház belseje

### A főhajó

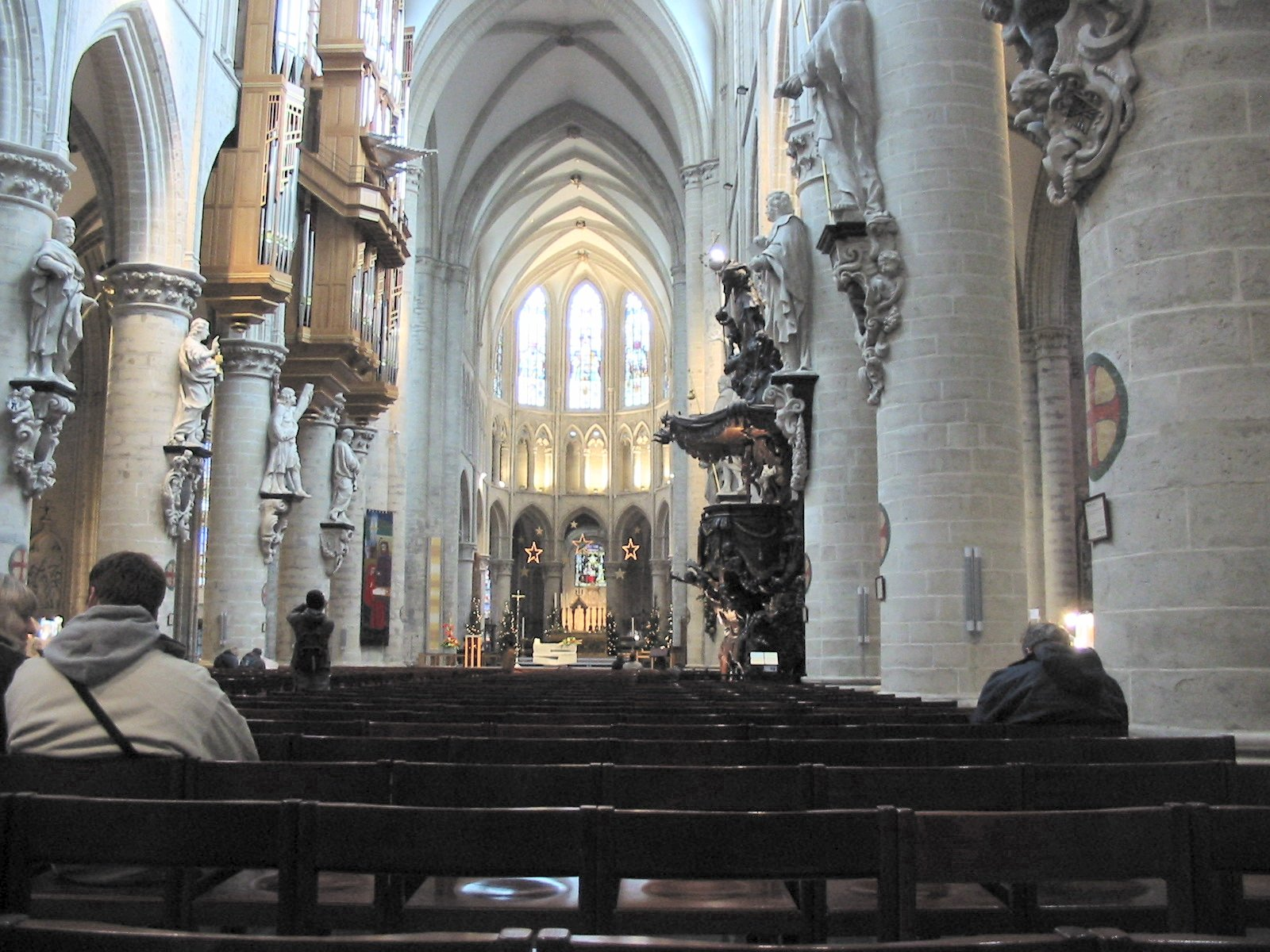
A főhajó a bejárat felől

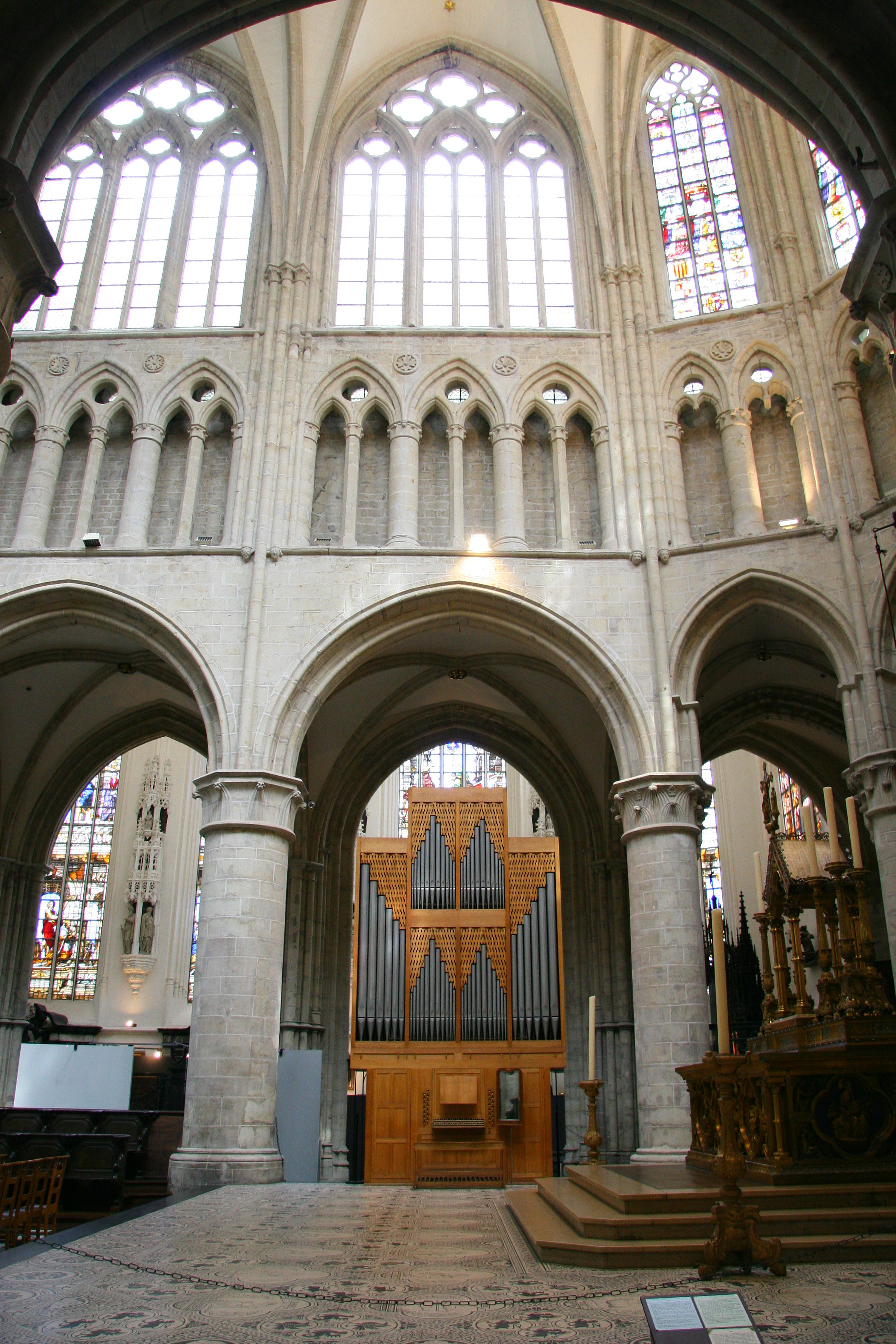
A kórus a déli oldalról

A székesegyház 3 kapuja az 1861-ben épített lépcsőkön keresztül érhető el. Belül 12 oszlop határozza meg a katedrális belső terét, ahol a trifóriumok és a színezett üvegablakok hangsúlyozzák ki a templom késő (brabanti) gótikus stílusát, melynek megfelelően több fény esik a belső térbe, mint a korai gótika megoldásainál. A belső térben mindenhol fellelhetők a brabanti gótikus stílusra jellemző megoldások: mérsékelten boltozatos, négy pilléren nyugvó tető, a főhajó két oldalán elhelyezett robusztus oszlopok, az oszlopfők növényi díszítése, az oszlopokon elhelyezett, a 12 apostolt ábrázoló szobrok.
A szobrokat a 17. században készítették Luc Faid'Herbe, ifj. Jérôme Duquesnoy, J. van Meldert és Tobias de Lelis, a kor híres szobrászai, mindannyian Brüsszel szülöttei. Ezeket az 1556-ban a vallásháborúkban elpusztított szobrok pótlására készítették, a főhajó bal oldalán található Szent Simon, Szent Bertalan, Ifjabb Szent Jakab, Szent János, Szent András és Szent Péter, a jobb oldalon Tádé, Máté evangélista, Szent Fülöp, Szent Tamás, Idősebb Szent Jakab és Pál apostol.
A főhajó két oldalán 16 kisebb kápolna (nyolc a déli és nyolc az északi oldalon) található, mindegyiket a 19. század során Jean-Baptiste Capronnier üvegablakaival díszítették.

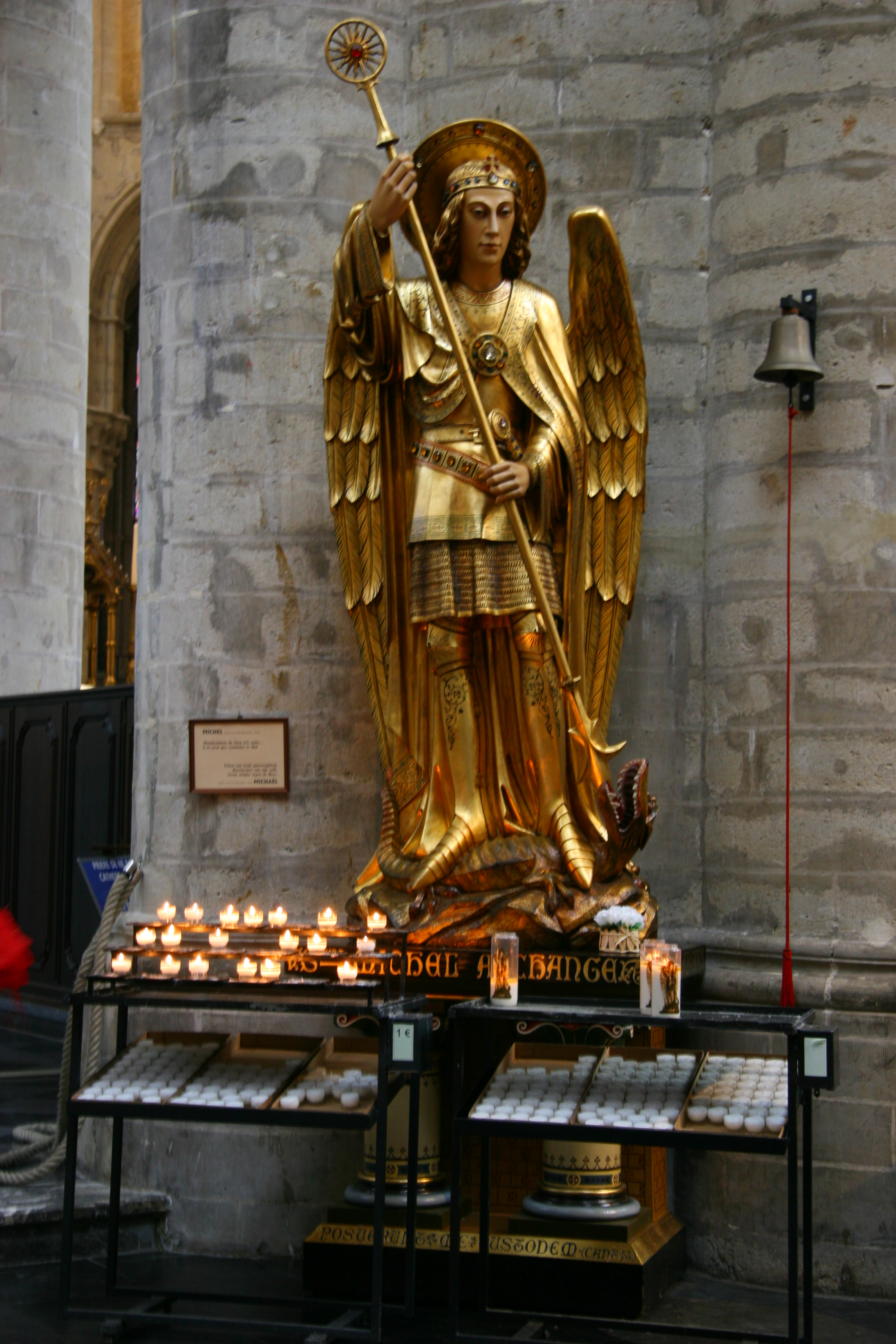
Szent Mihály arkangyal szobra a főhajóban, M. de Beule alkotása 1912-ből
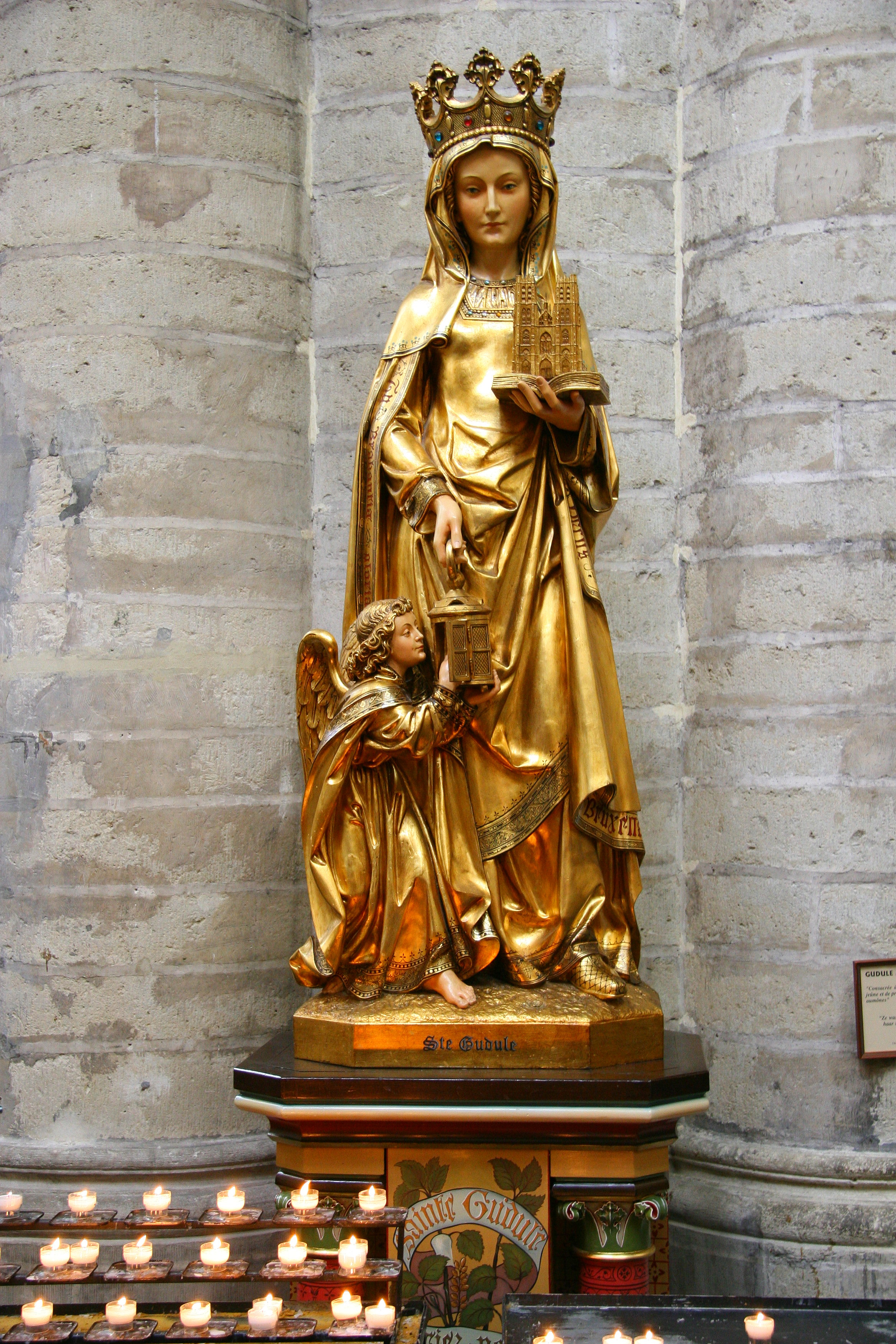
Szent Gudula szobra, szintén M. de Beule alkotása
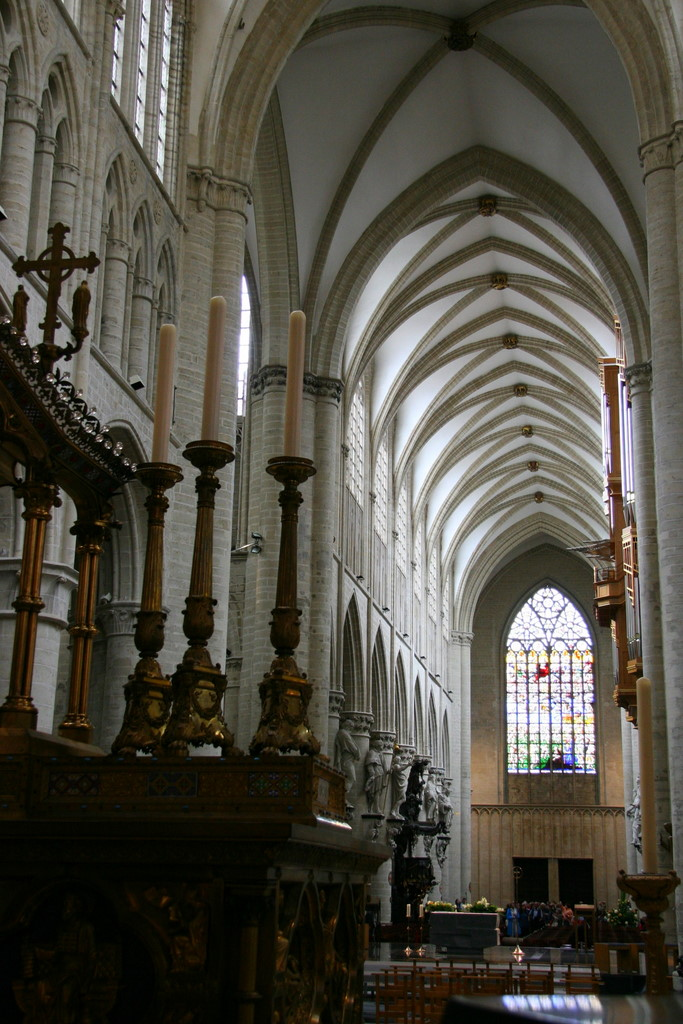
A székesegyház főhajója a főoltár mögül.

### A kórus

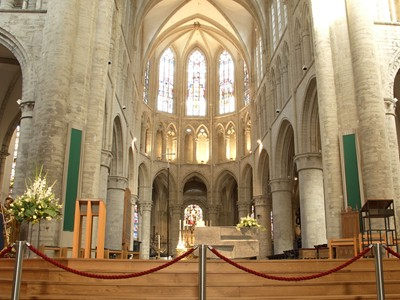
A kórus a főhajó felől

A kórus korai gótikus stílusban épült 1225 és 1280 között. A korábban itt található román stílusú templom helyreállítása ezen a részen kezdődött meg, ezért az apszis külső része kevert, román-gótikus stílusjegyeket tartalmaz. A triforium 1273-ból származik.
A kórusban három oszlop és egy négyszögletes apszis található. A kórust folyosó veszi körbe, mögötte pedig a barokk stílusú Mária Magdolna-kápolna található, amelyet a 17. században átneveztek Maes-kápolnának. A kórus két oldalán két nagyobb kápolnát építettek: a Saint-Sacrament és Notre-Dame-de-la-Délivrance miatt itt a legszélesebb a templom. A kórus sötétebbnek tűnik a székesegyház többi részéhez képest, a kisebb ablaknyílások miatt. A kóruson a következő uralkodók ablakai láthatóak: I. Miksa német-római császár, Szép Fülöp, V. Károly, II. Fülöp spanyol király, Savoyai Filibert feleségével, Ausztriai Margittal együtt.
A kórus boltozata gótikus stílusú, a boltozat záróköveit levelek, Mihály arkangyal és Szent Gudula szobra, bárány kereszttel és pelikán díszítik. A kórus ablakai a 16. századból származnak, Nicolas Rombauts festő és üvegműves mester alkotásai, aki Ausztriai Margit udvarában dolgozott.
A főoltár Lambert van Rijswijck alkotása, rézberakásokkal díszítve. Az oltár mögött találhatók a brabanti hercegek, valamint Ernest osztrák főherceg mauzóleuma (utóbbit Robin Colyn de Nole készítette 1610-ben). A kórus két oldalán található zsöllyék a Forest apátságból származnak.

### A Saint-Sacrament-kápolna

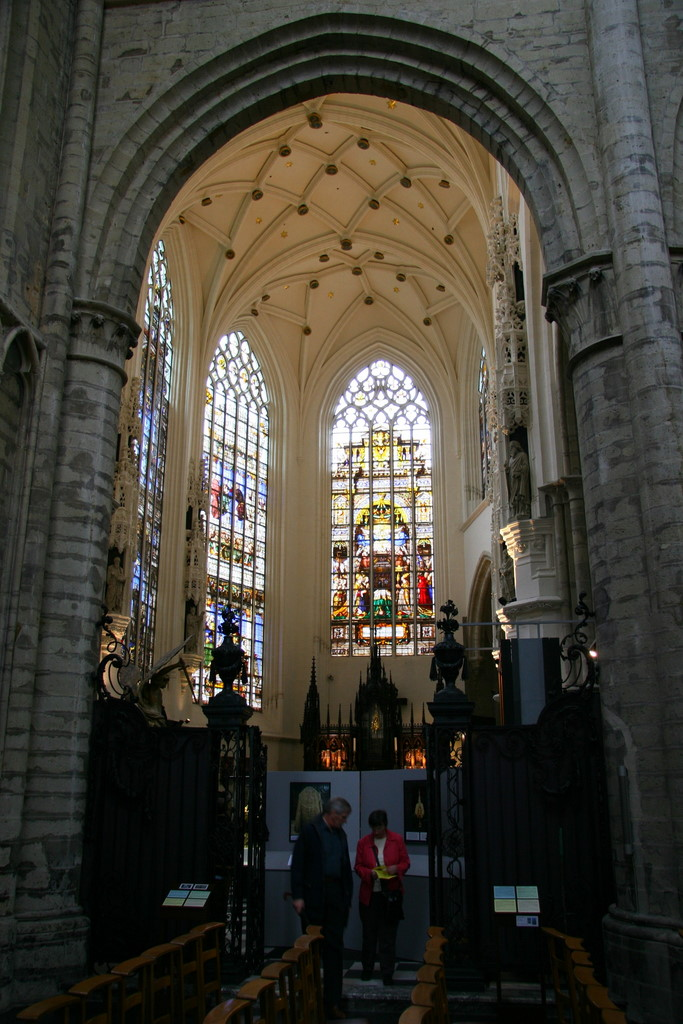
A székesegyház északi oldalán épített Saint Sacrament-kápolna bejárata

A kápolna a kórus bal oldalán, a templom északi részén található és itt állították ki a katedrális kincseinek egy részét. A kápolnát, amely az Onze Lieve Vrouwe van 's Hertogenbosch katedrálishoz hasonló, 1534 és 1539 kötött építették késő gótikus stílusban, V. Károly német-római császár kezdeményezésére. A keleti-nyugati tájolású kápolna az északi kereszthajóhoz csatlakozik, 13 méteres szélessége miatt annál szélesebb. Hossza 28 méter, keleti részén köríves apszis zárja le.
Az építkezés során az eredetileg itt található 4 kisebb, 13. századi kápolnát elbontották. Az ablakok között elhelyezett kő tabernákulumok Henri Vanpede alkotásai. A kápolnát reneszánsz stílusú üvegablakok díszítik, amelyek a 16. századból származnak és az antwerpeni Jean Haeck mester készítette, Bernard van Orley és Michiel Coxcie rajzai alapján. Az üvegablakok több király és császár portréját ábrázolják, akik a gazdagon díszített festett üvegablakokat adományozták: III. János portugál király, II. Lajos magyar király (egészen pontosan özvegye, Habsburg Mária hercegnő adományozott pénzt a mohácsi csatában elhunyt királyt ábrázoló üvegablak elkészítéséhez), I. Ferenc francia király és I. Ferdinánd német-római császár és magyar király.
Az oltár felett található üvegablak Jean Baptiste Capronnier műve és a 19. században készült. A főoltárt a Goyers testvérek faragták tölgyből 1849-ben, neogótikus stílusban. Az oltár mögött található az a bemélyedés, amelyben a 16. századi vallásháborúk alatt a szent ostyát rejtették. Az oltár előtt temették el Izabella Klára Eugénia spanyol infánsnőt és VII. Albert osztrák főherceget, akik Osztrák-Németalföld kormányzói voltak 1598 és 1621 között.
A kápolna kovácsoltvas bejárati kapuja a 18. században készült és az aywières-i apátság dísze volt. Közvetlenül az ajtó mellett balra található Szent Mihály arkangyal szobra, amit legyőz egy lázadó angyalt.

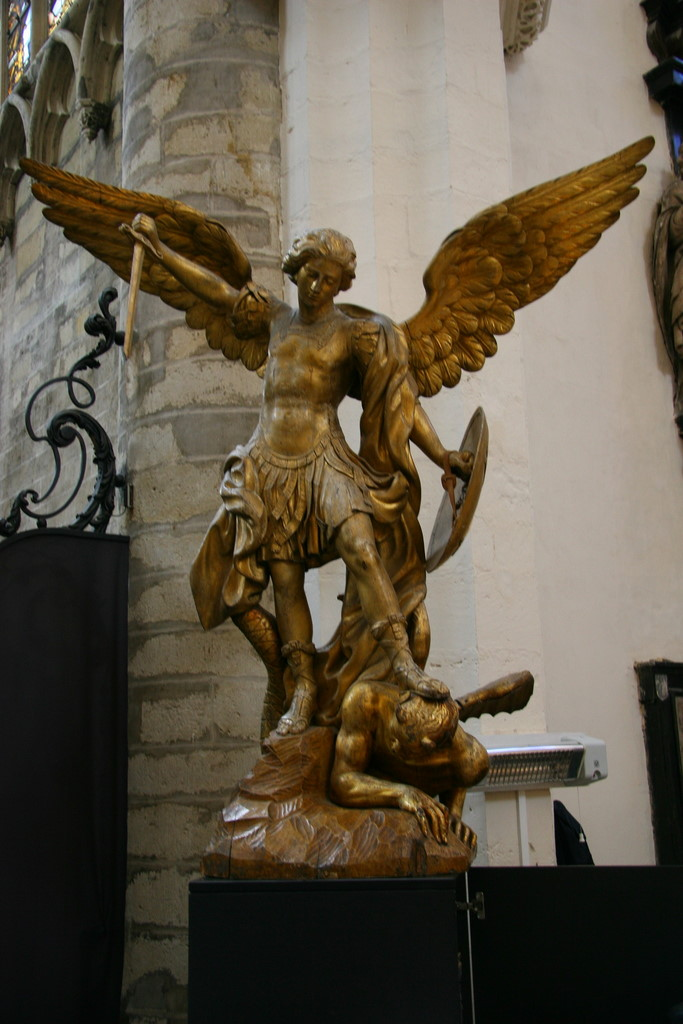
Szent Mihály arkangyal legyőz egy lázadó angyalt
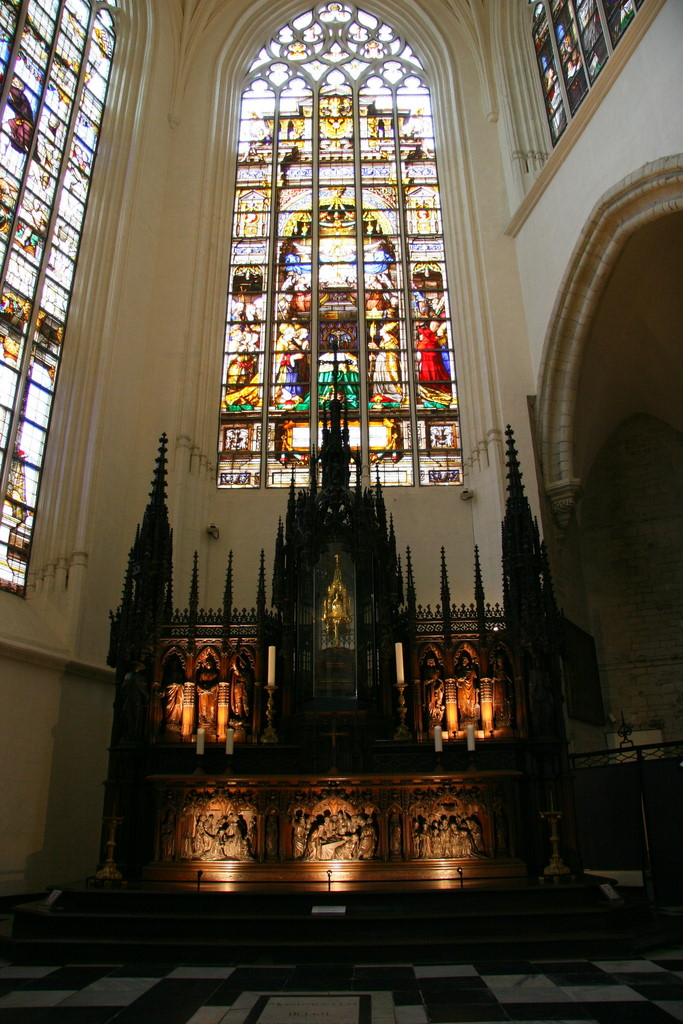
A kápolna főoltára
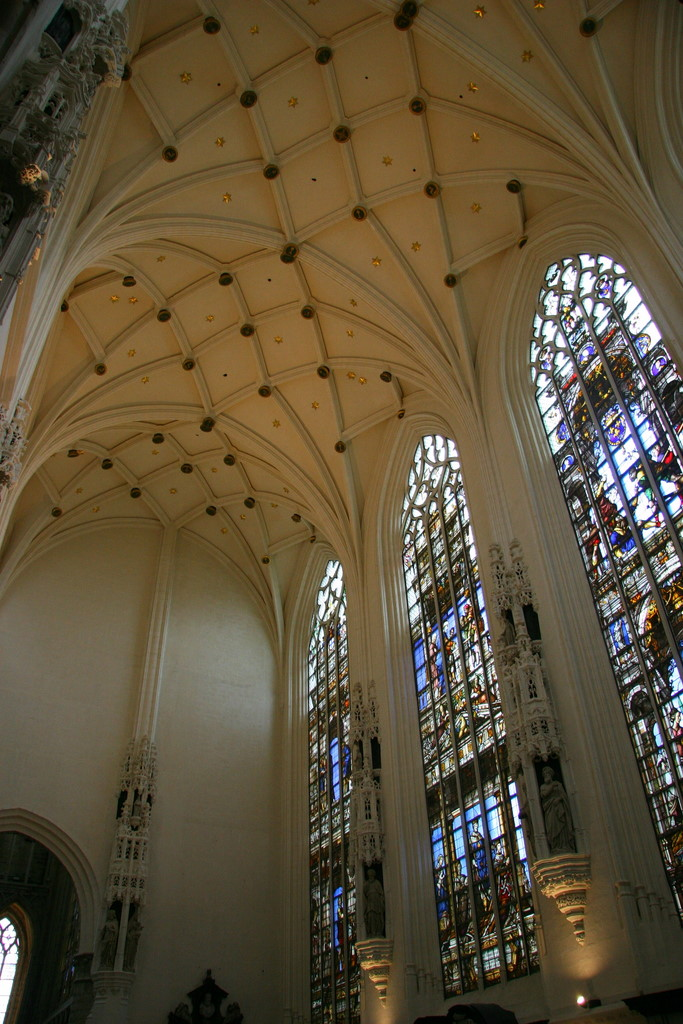
A kápolna boltozata a főoltár felől
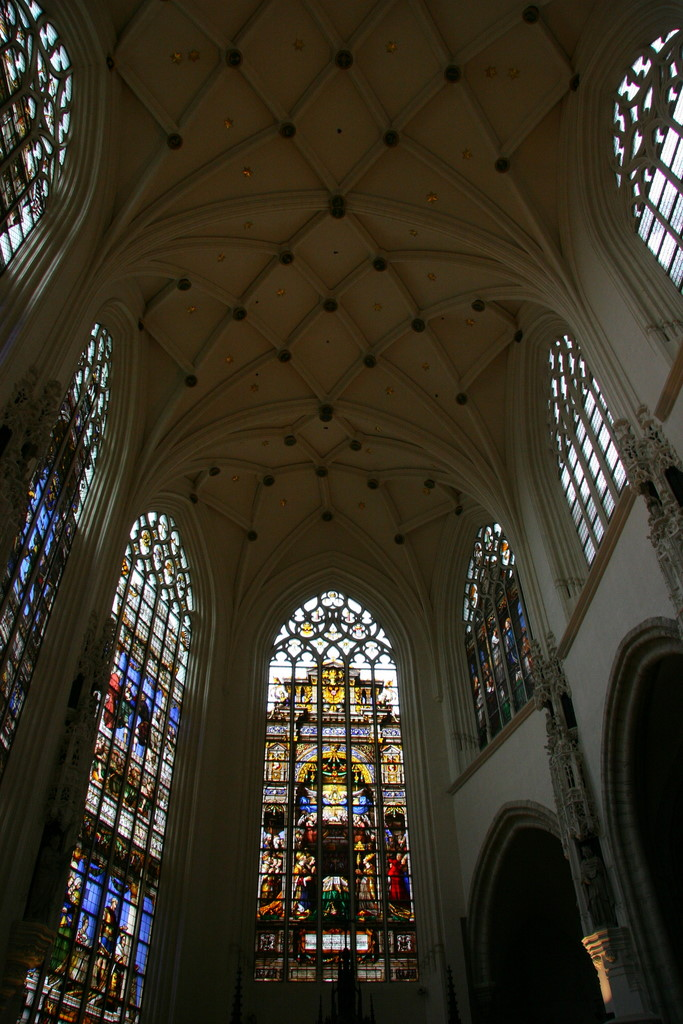
A kápolna boltozata a bejárat felől

### A kincstár
Az északi kápolnában található a templom kincstárának néhány kiemelkedő darabja, köztük egy kb. 1000-re datált angolszász ereklyetartó, amely a Szent Kereszt darabjait őrzi, Szent Gudula legendája és az Utolsó vacsora, Michel Coxie festményei, valamint Árpád-házi Szent Erzsébet ereklyéje.

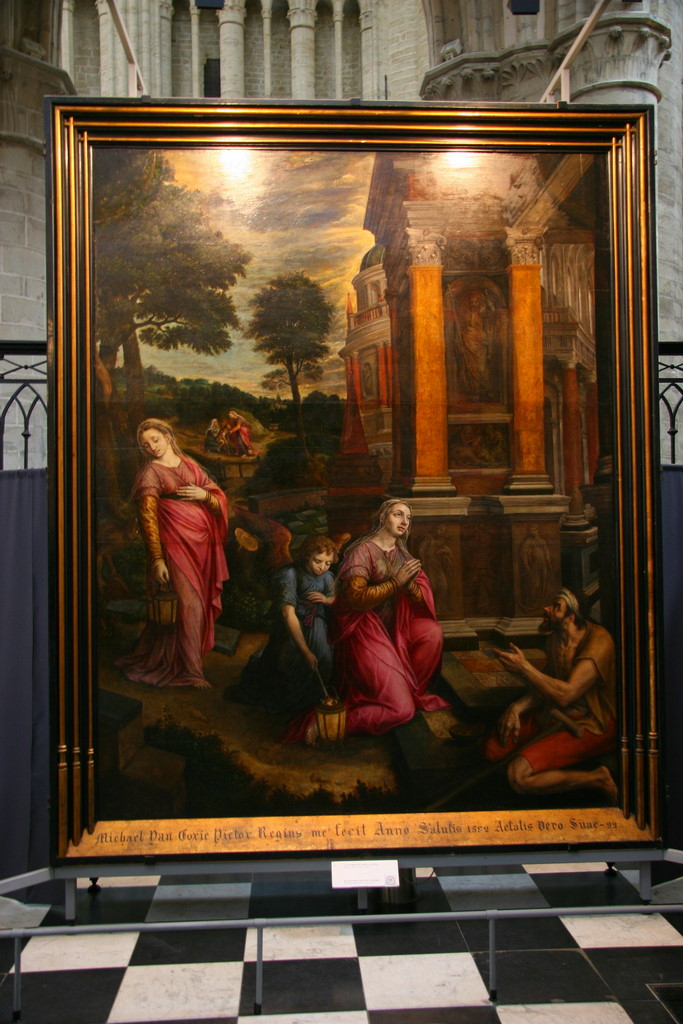
"Szent Gudula legendája" Michael Coxcie festménye (1592)
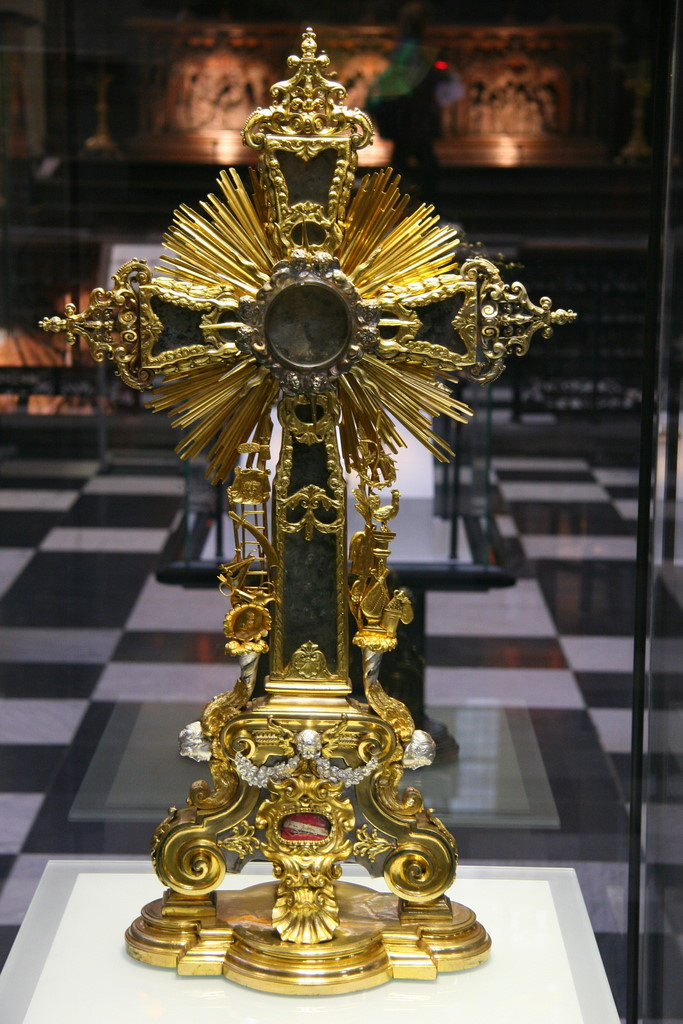
Kereszt alakú ereklyetartó arannyal bevont ezüstből, Izabella főhercegnő megrendelésére készült.
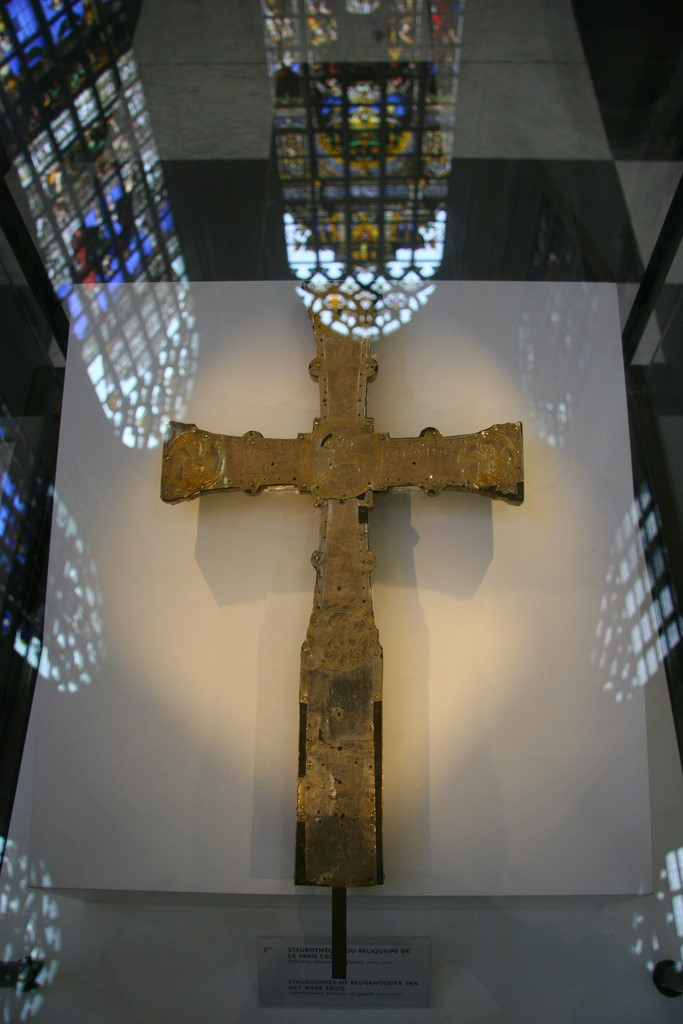
Krisztus keresztjének egy darabját rejtő ereklyetartó. Angliában készült 1000-1100 körül
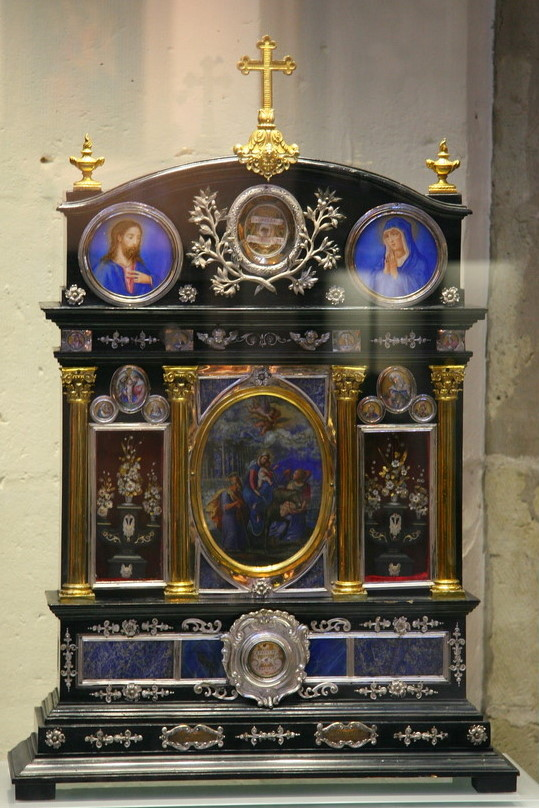
A Szent Család képével díszített ereklyetartó, ismeretlen olasz mester műve
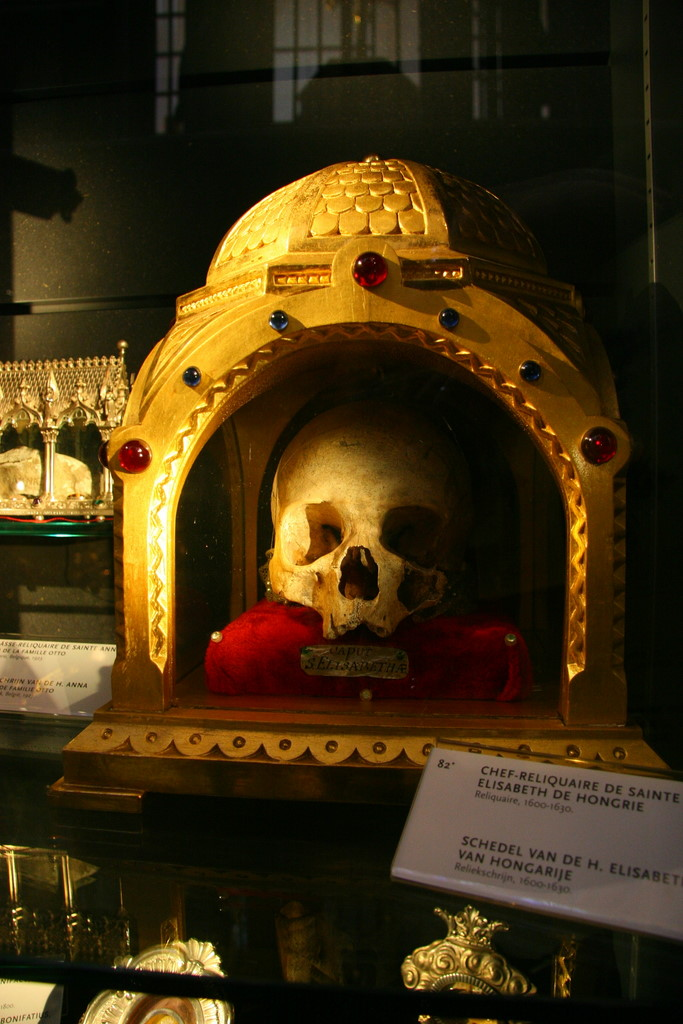
Árpád-házi Szent Erzsébet ereklyetartója
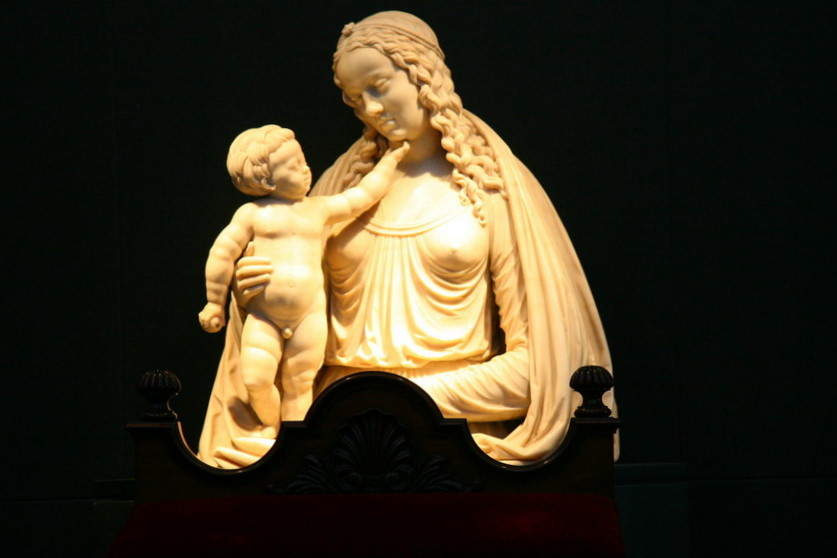
Mária és a gyermek Jézus, Conrad Meit alkotása (1525)
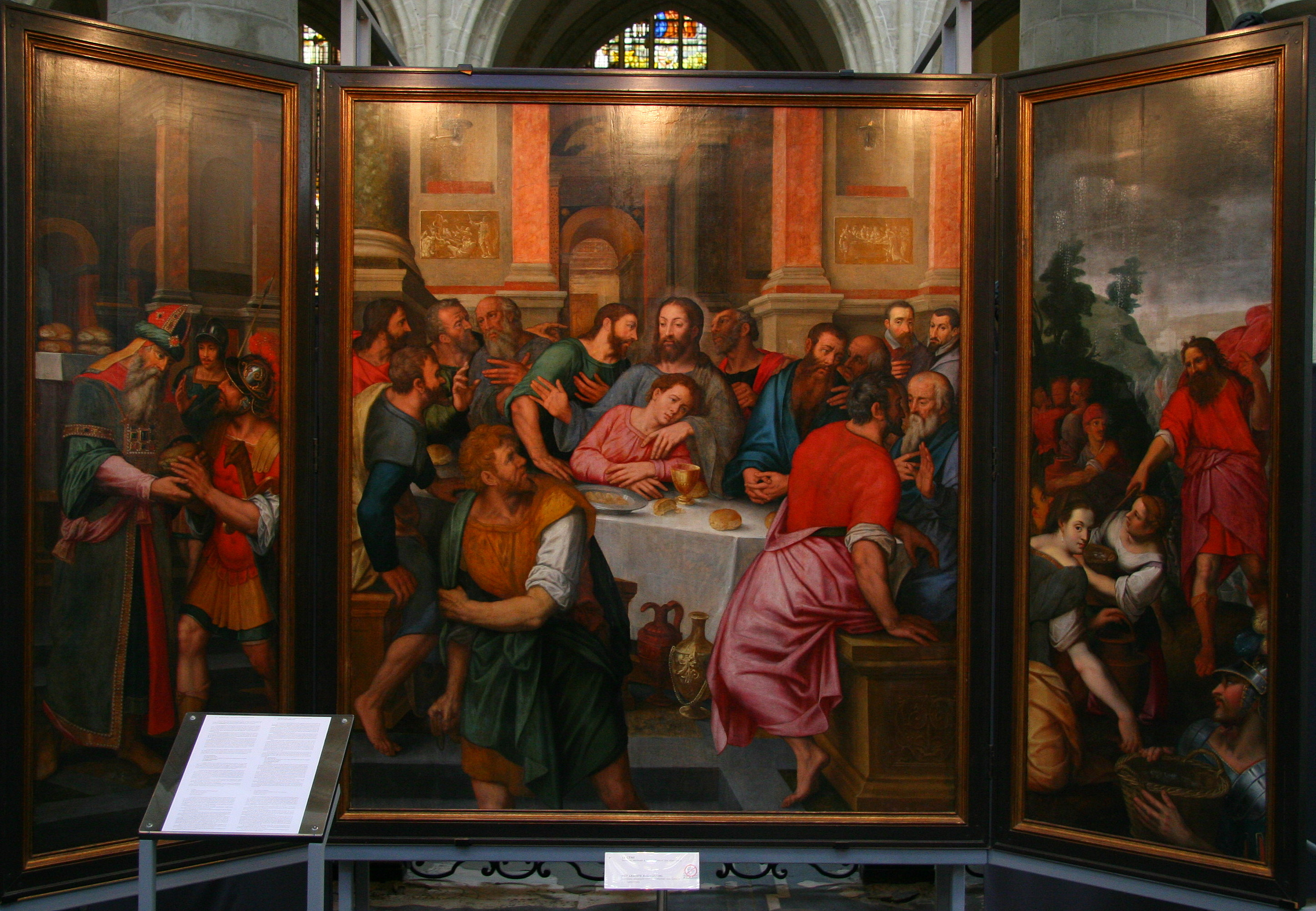
Az "Utolsó Vacsora", Michiel Coxcie festménye
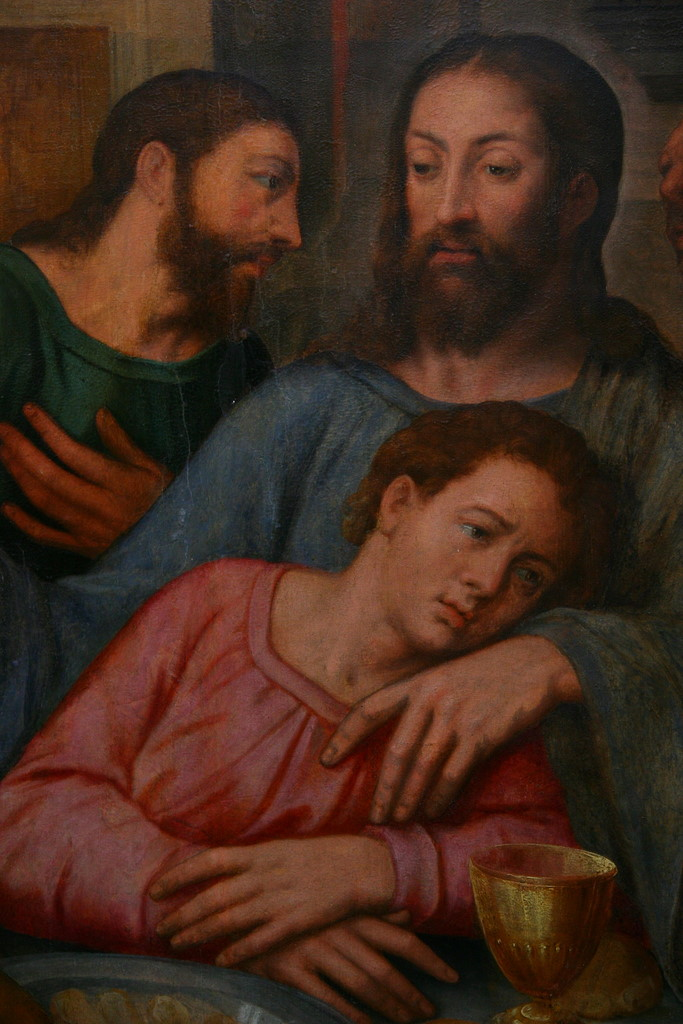
Az "Utolsó Vacsora" részlete: Jézus és két tanítványa

### A Notre-Dame-de-la-Délivrance-kápolna

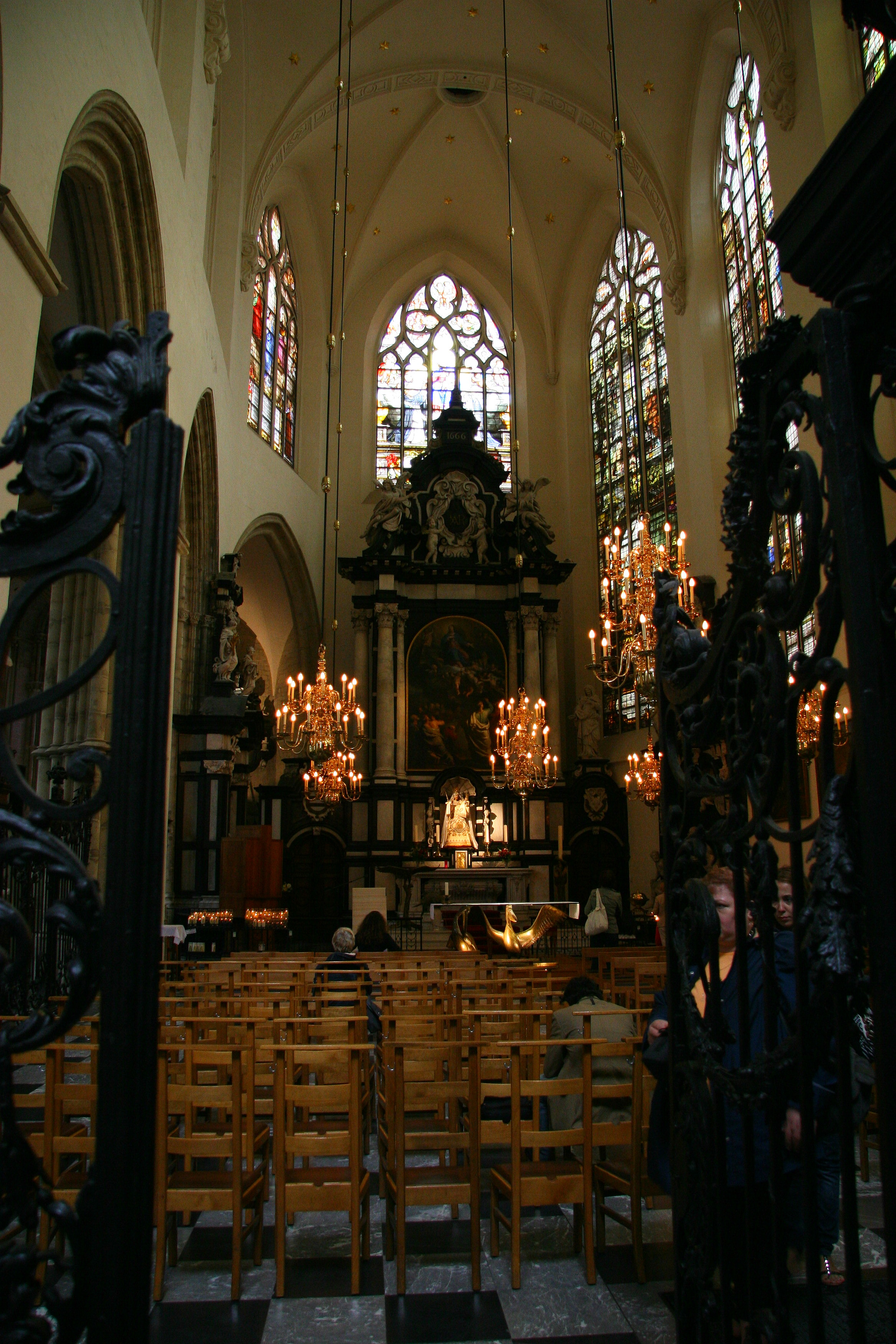
A déli kápolna bejárata

A kórustól jobbra, a székesegyház déli oldalán található kápolna majdnem tükörképe az északi kápolnának. A déli kápolna is egy kis önálló templom a székesegyházon belül, amelyet 1649-ben Izabella spanyol hercegnő, II. Fülöp spanyol király lányának kérésére építettek, aki VII. Albert osztrák főherceg felesége és Habsburg-Németalföld társkormányzója volt. A kápolna építése 1655-ben fejeződött be.
A kápolna üvegablakait Jean De Labaer készítette Theodoor van Thulden rajzai alapján, utóbbi Rubens tanítványa volt. Az ablakok Szűz Mária életének legfontosabb eseményeit ábrázolják.
A kápolna keleti végében található oltár fekete és fehér márványból készült 1666-ban és Jean Voorspoel műve. Az oltáron közepén Mária mennybemenetelét ábrázoló festmény található, J. B. Champaigne műve, alatt egy 1592-ben készült Mária-szobor található. A kápolnában látható még egy pelikános oltár is, Simon Lewi műve (1975), amelyet rézlemezekből forrasztott össze. A két pelikán, egyik kiterjesztett, a másik behúzott szárnyakkal, a hit és remény jelképei. A 4. században élt Euzébiusz püspök és Szent Ágoston is a megváltó, Krisztus egyik jelképének tartották a pelikánt, mivel a hiedelem szerint éhes vagy legyengült kicsinyeit úgy eteti, hogy saját mellkasát sebzi meg és a kicsöpögő vért adja utódainak.
A kápolna nyugati végében található Frédéric de Mérode gróf síremléke, aki a belga szabadságharc küzdelmei során esett el 1830-ban.

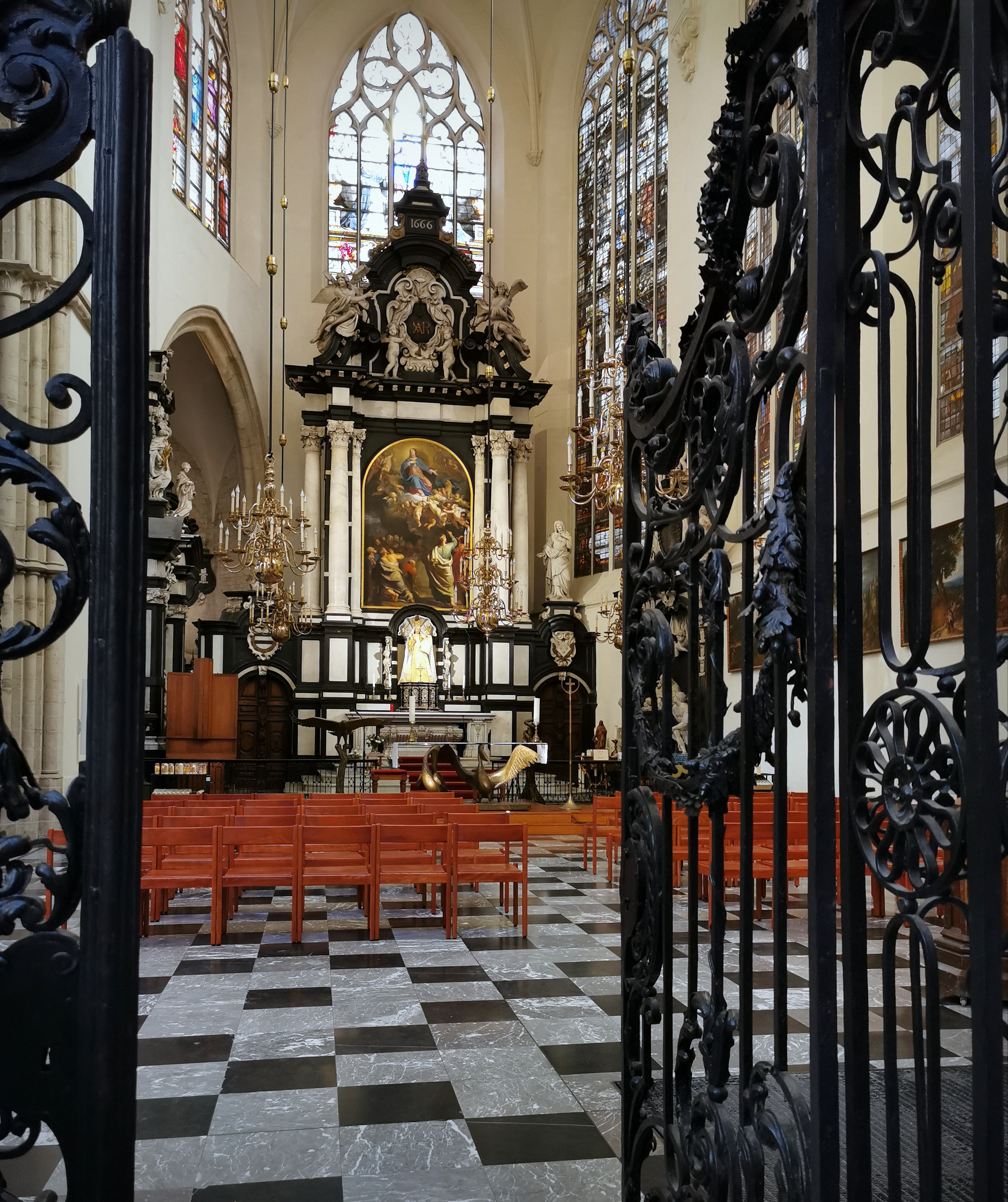
A Délivrance-kápolna
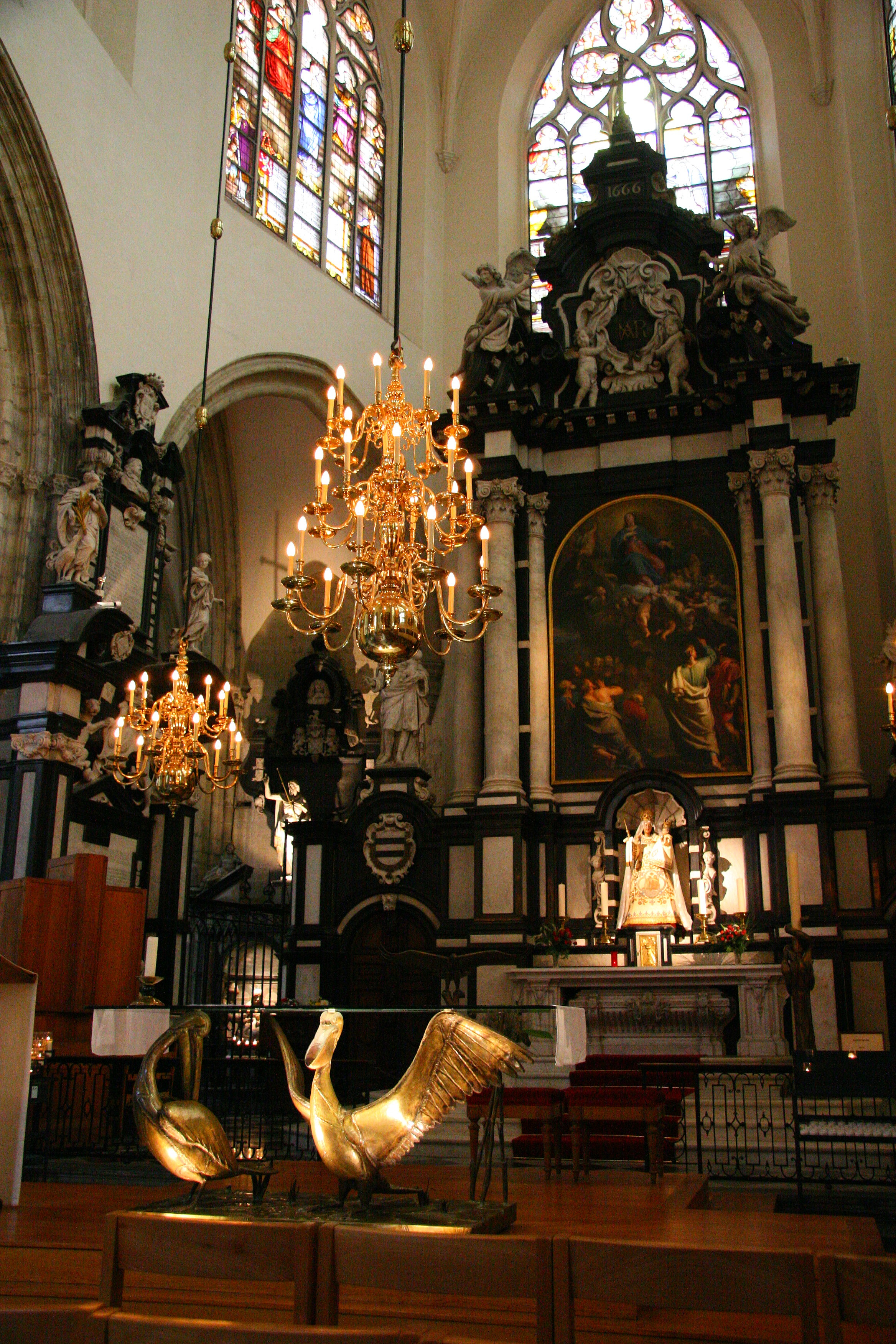
A főoltár és előtérben a Simon Lewi által készített pelikános oltár
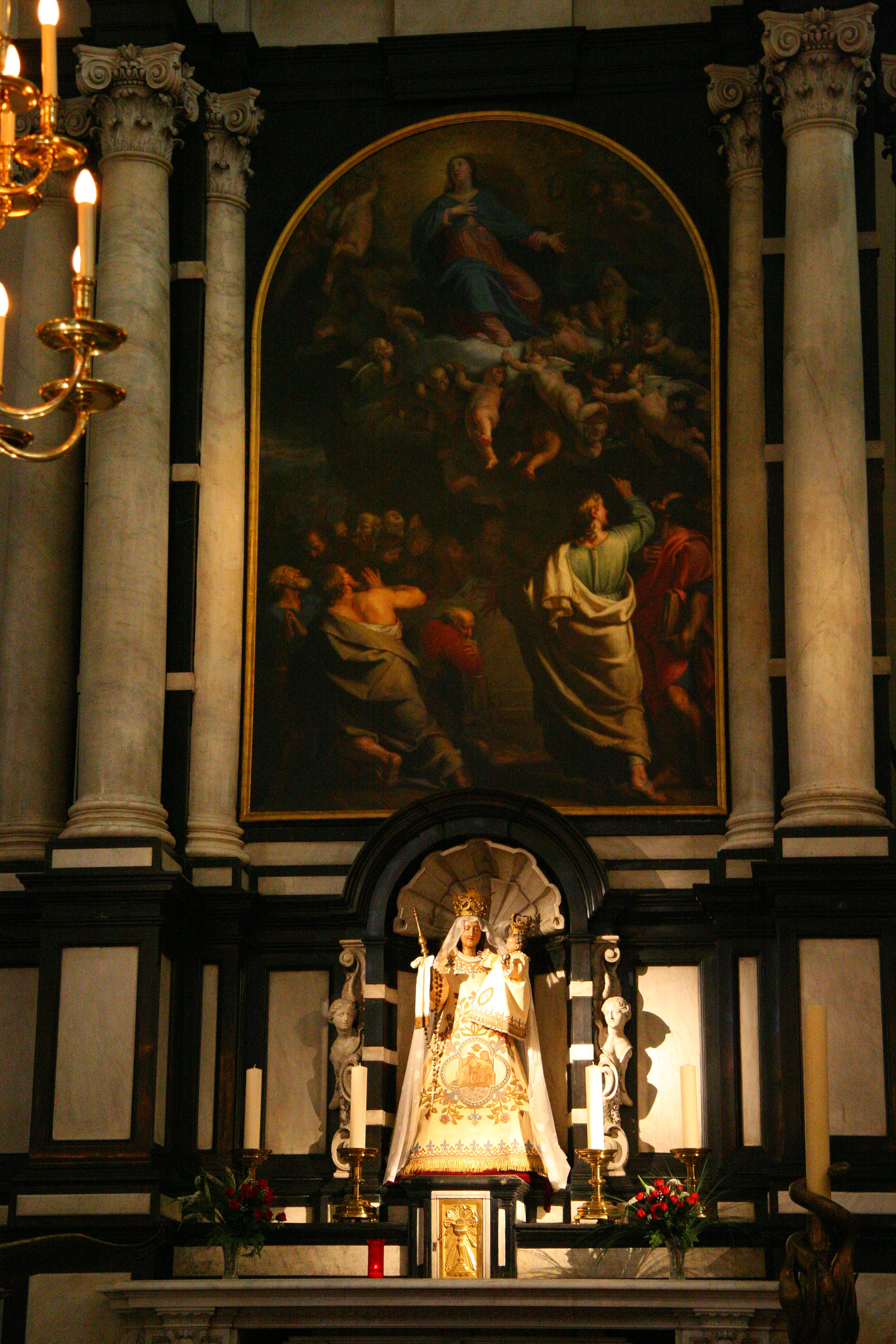
A főoltárt Jean Voorspoel képe díszíti, amely Mária mennybemenetelét ábrázolja
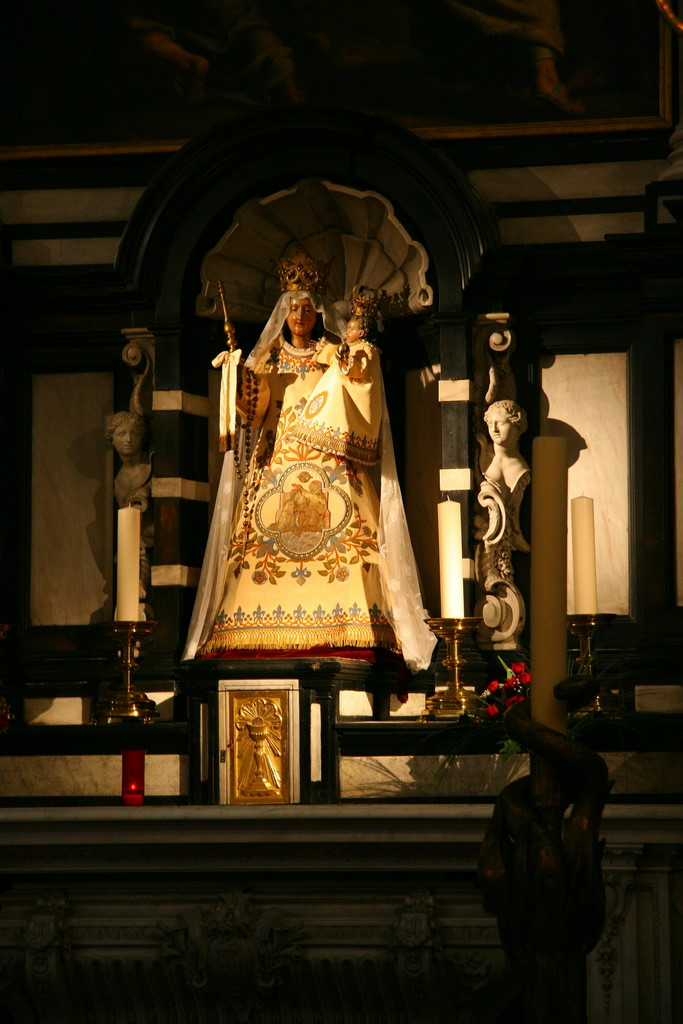
A főoltáron található Mária-szobor
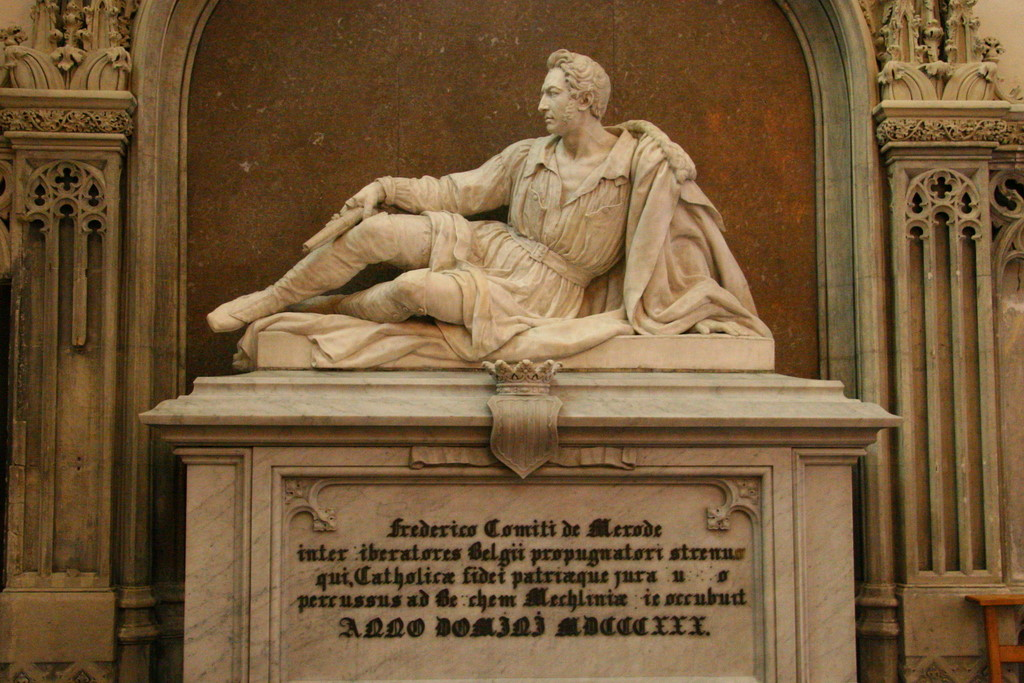
Frédéric de Mérode gróf síremléke

### A Maes-kápolna

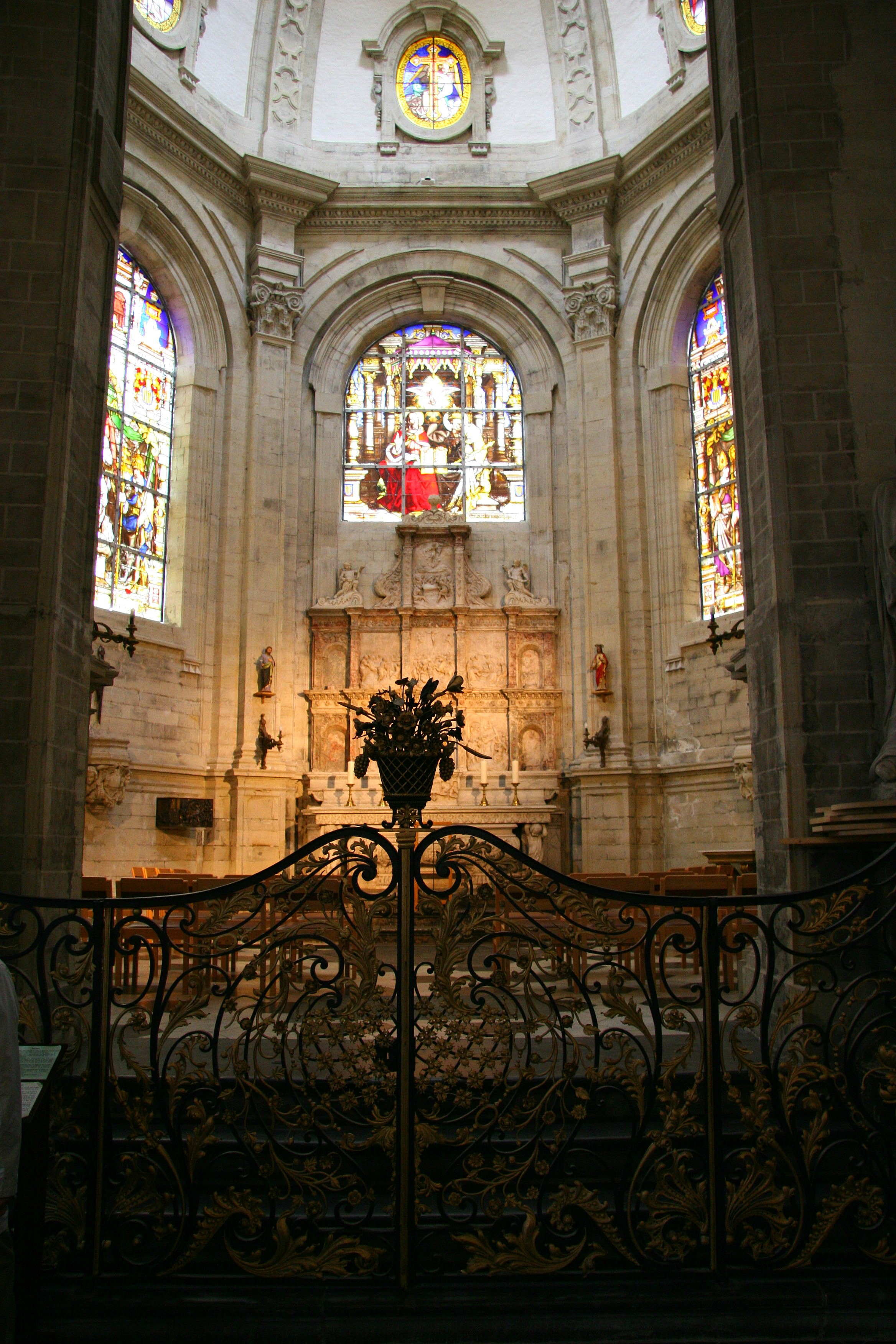
A barokk stílusú Maes-kápolna

A székesegyház hosszanti tengelyén, a kórus mögött található Maes-kápolna a 17. században épült barokk stílusban, az eredetileg gótikus stílusban épült Mária Magdolna-kápolna helyén. A hatszögletű kápolnát két támpillér közé illesztették be, tetején egy kis kupola található, ez és négy ablak világítják meg a kápolna belsejét.
A kápolnát a folyosótól XIV. Lajos stílusú kovácsoltvas kerítés választja el, amelynek a tetején szintén kovácsoltvasból készült gyümölcsöskosár található.
A kápolnában egy márványból és alabástromból faragott oltár található, amely Jézus keresztre feszítését ábrázolja, Jean Mone alkotása (1538 – 1541 körül). Érdekessége, hogy ez az egyik legkorábbi, kőből faragott oltár a Németalföldön, ahol korábban általában fából faragták az oltárt, szószéket, stb. Az oltár stílusa olasz, leginkább milánói reneszánsz stílusjegyeket mutat. A fehér márványból készült oltárt 1846-ban faragta Marchand.
A színes üvegablakok Jean-Baptiste Capronnier művei, a de Merode család adományaiból készültek. Középen a Szentháromságot, bal oldalon Szent Gudulát, jobb oldalon Szent Mihályt ábrázolják.

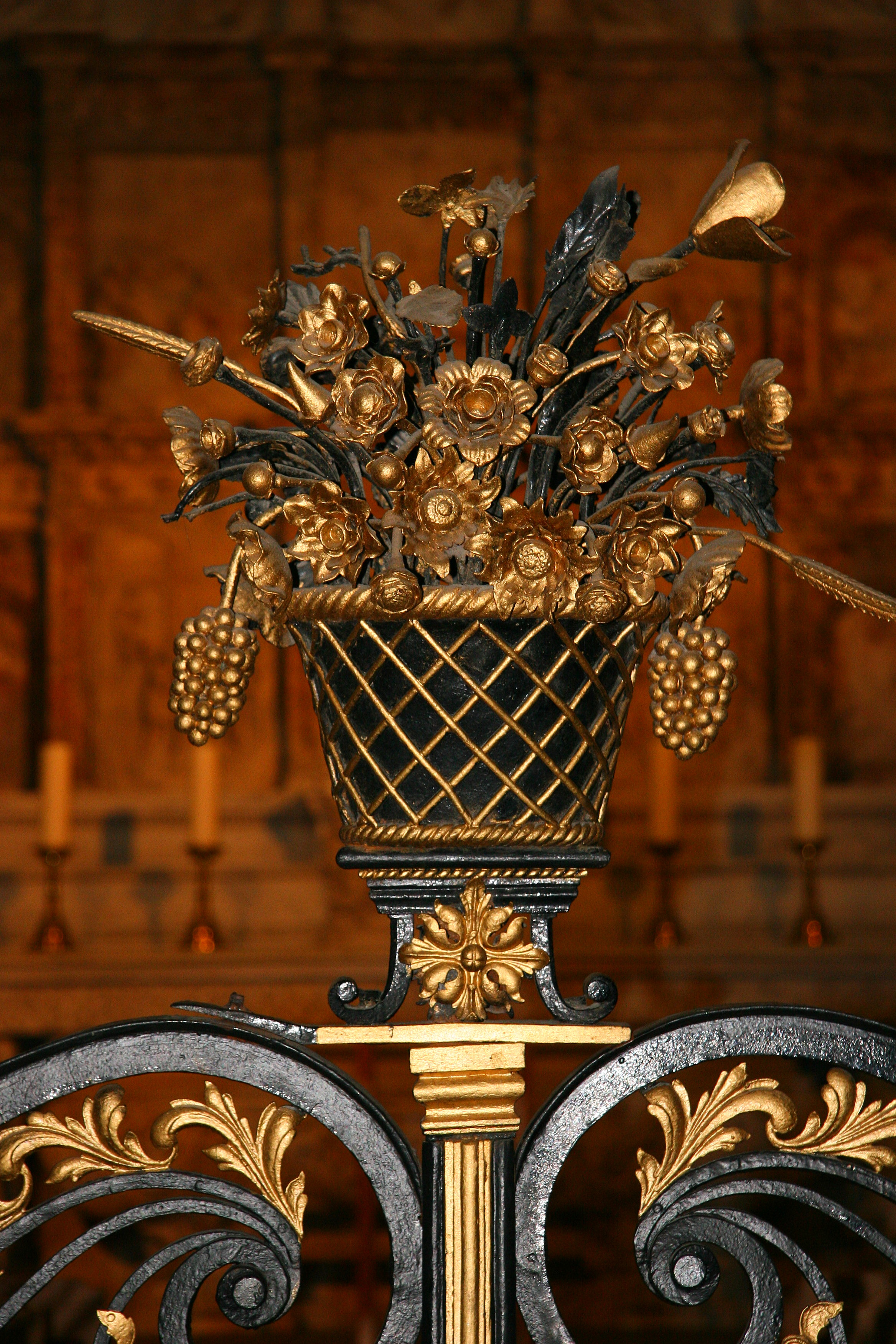
XIV. Lajos stílusú kovácsoltvas gyümölcsöskosár a kápolna kerítésén
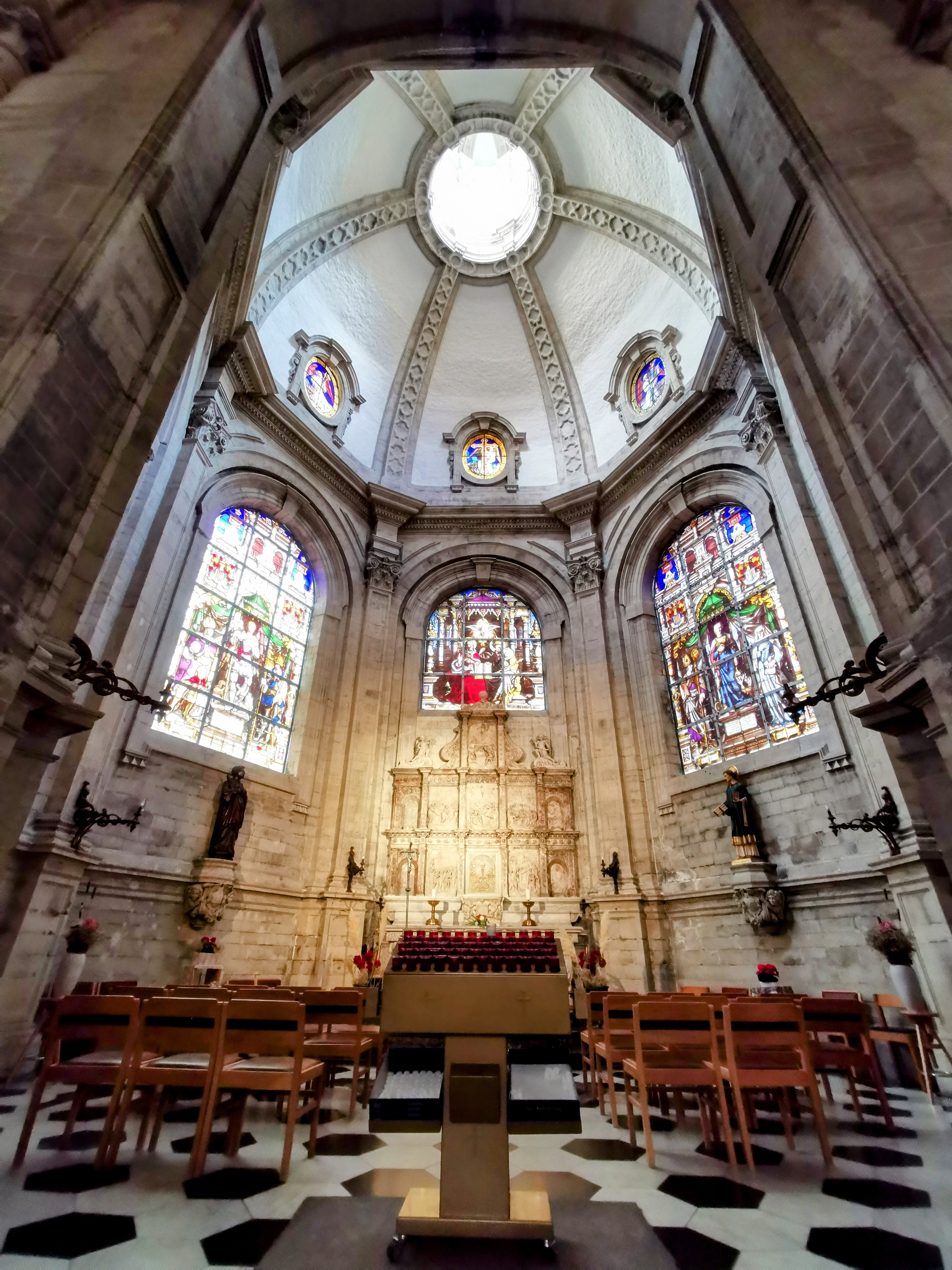
A kápolna és kupolája
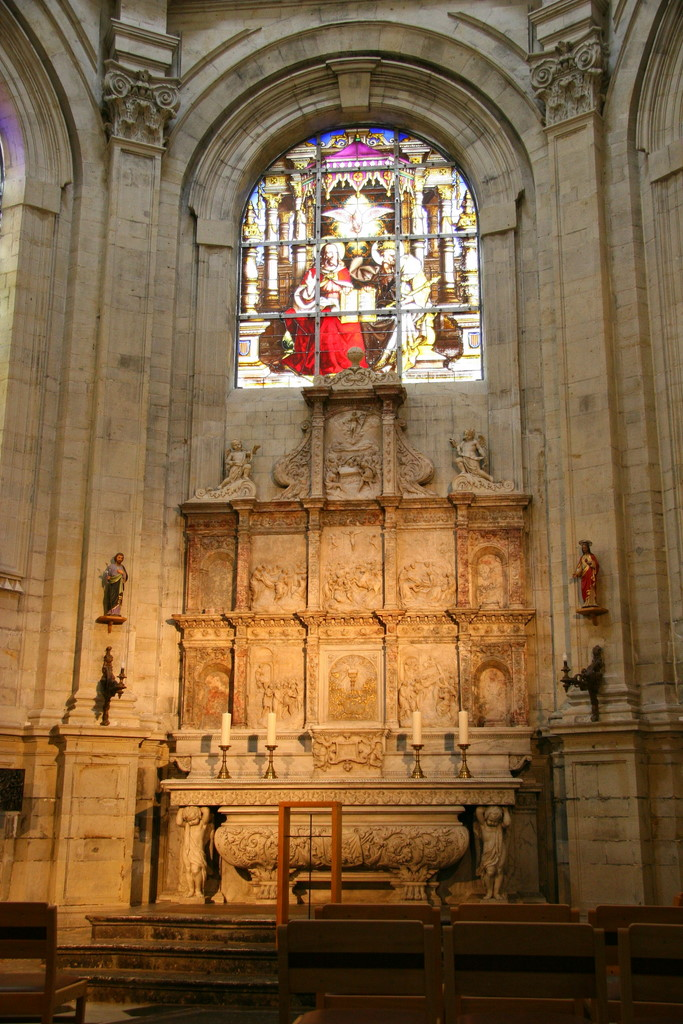
Az alabástromból készült oltár
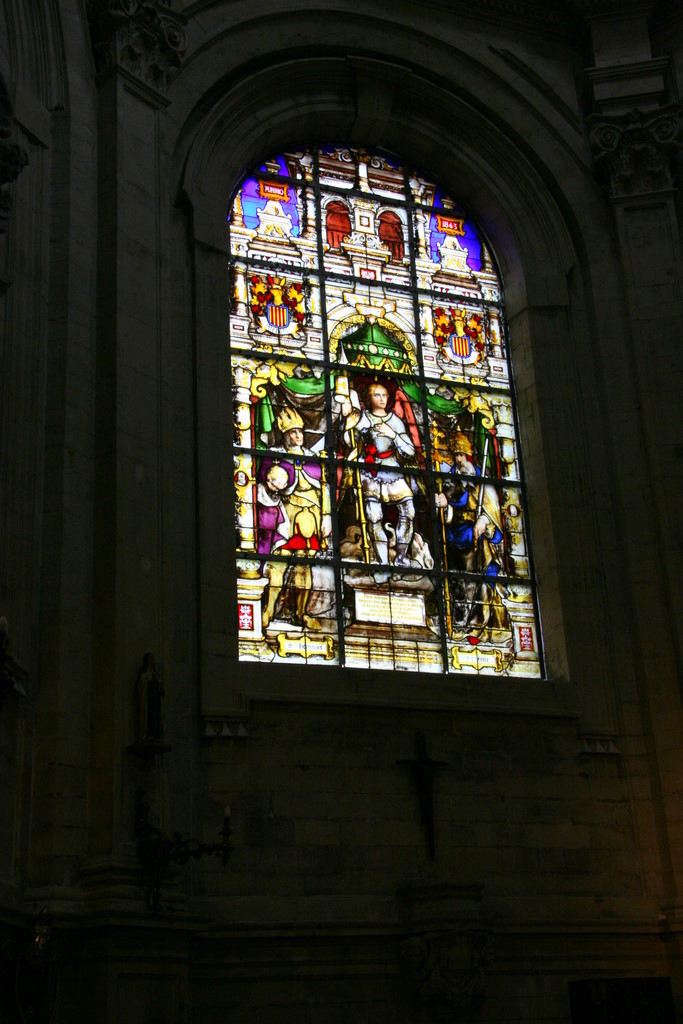
Szent Mihály
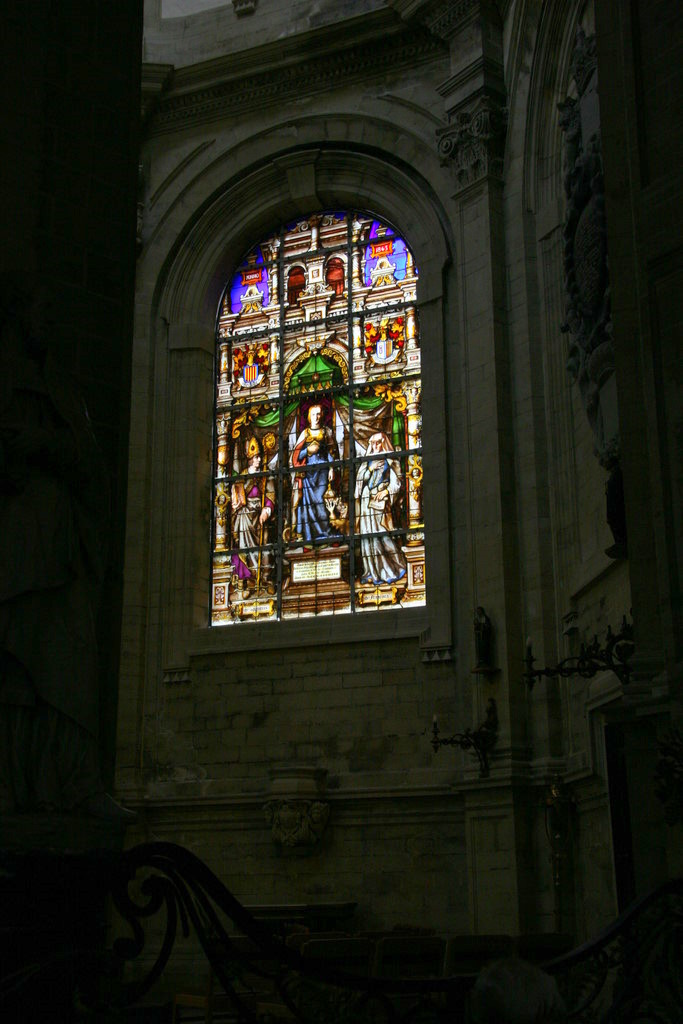
Szent Gudula, kezében lámpással

### A szószék

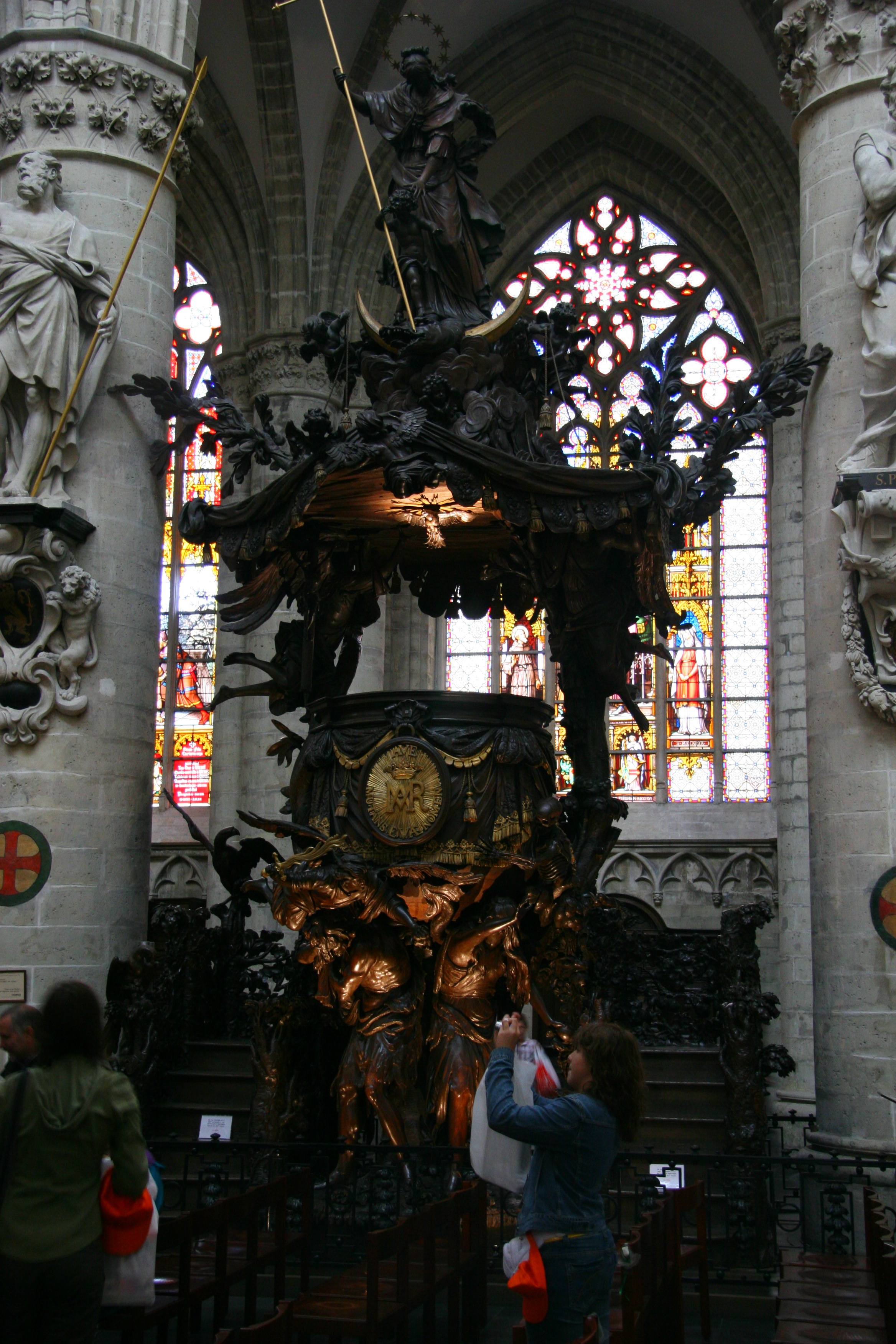
A barokk stílusú, tölgyfából faragott szószék

A H. Verbruggen által 1699-ben készített gyönyörű kivitelű barokk szószék Ádám és Éva paradicsomból való kiűzetését ábrázolja.

### A meridián
Adolphe Quetelet, az első brüsszeli csillagvizsgáló igazgatója 1836 júniusában helyezte el a déli kereszthajó padlóján határozta meg a Brüsszel földrajzi helyzetét jelző vonalat. A 3 mm széles bronz csíkot a nap a greenwichi időzóna szerint délben világította meg a nap, a székesegyház déli bejárata felé vágott résen keresztül. Azonban az 1988-as felújítás során a csík eltűnt, amikor a padlólapokat kicserélték.
Azonban a bejárat felett található ablakot, amelybe a rést vágta Quetelet, az 1991-es felújítás során megőrizték és eredeti helyén állították vissza. Bár a déli kapu előtt, a Place Saint-Gudule téren található modern épületek ősszel és télen elfogják a nap sugarait, mára sikerült visszaállítani az eredetivel megegyező pozícióba a hosszúsági vonalat. Tavasszal és nyáron minden délben (kedvező időjárási viszonyok esetén) a nap sugarai ismét megvilágítják a csíkot.

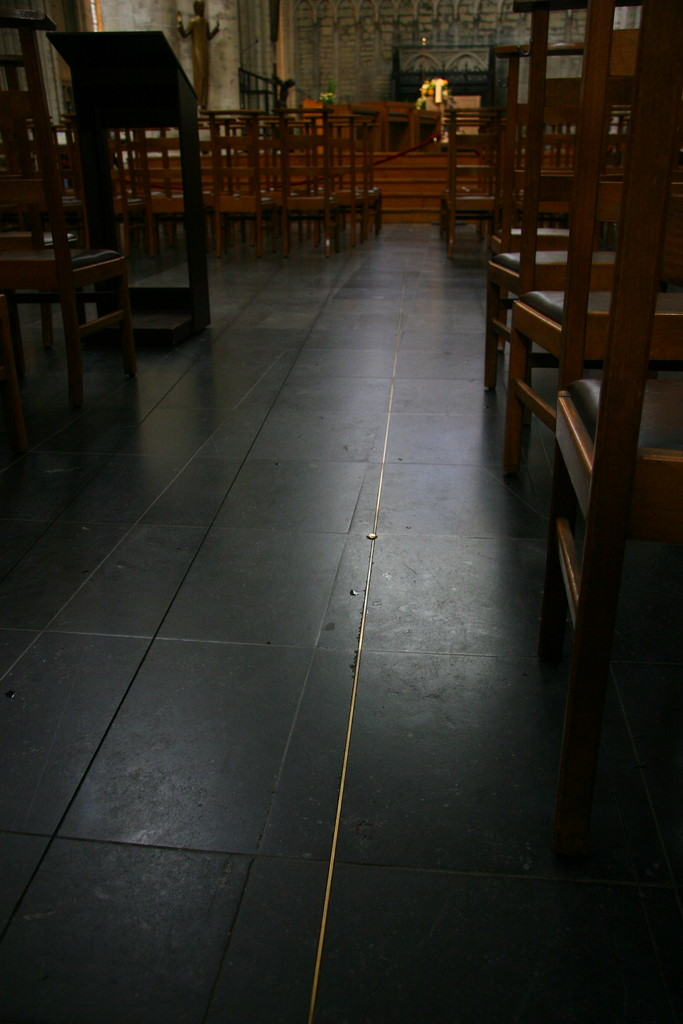
A déli kereszthajó padlójába illesztet bronz csík jelöli a hosszúsági kör helyzetét
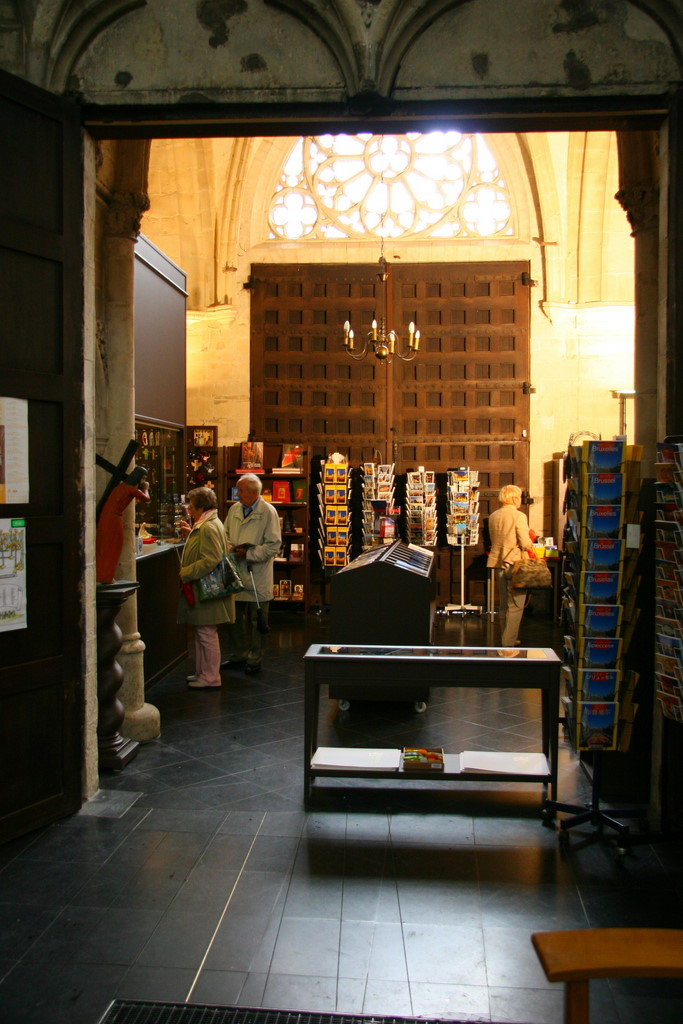
A nap sugarai a déli kapu fölé vágott ablakon világítják meg a hosszúsági kört. A kapu előterében ma a székesegyház emléktárgyboltja található.

### Gyóntatófülkék
A székesegyház gyóntatófülkéit tölgyfából faragták és gazdagon, barokk stílusban díszítették, általában angyalokkal vagy puttókkal. A gyóntatószék részeit babérlevelekkel díszített, csavart oszlopok választják el egymástól – ezek a jeruzsálemi Salamon-templomra utalnak. Az oszlopok tetejének díszítése, amelyek az ión és a korinthoszi stílust ötvözi, jellegzetes barokk stílusjegyek. A gyóntatófülkék egy részét Jean Van Delen készítette 1662-ben, aki II. Károly spanyol király udvari szobrásza lett 1665-ben.

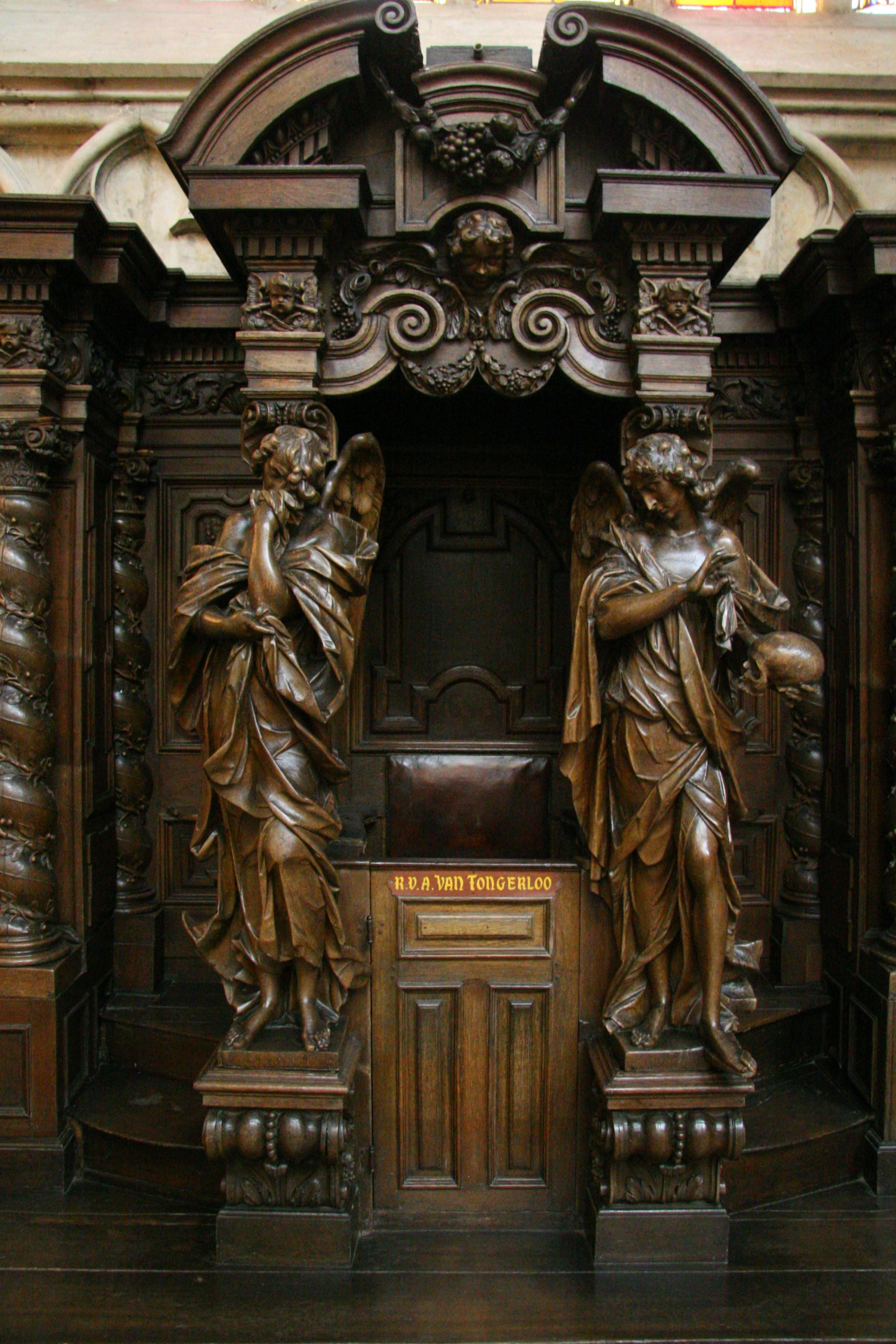
A szintén tölgyfából faragott gyóntatófülkék a 17. században készültek
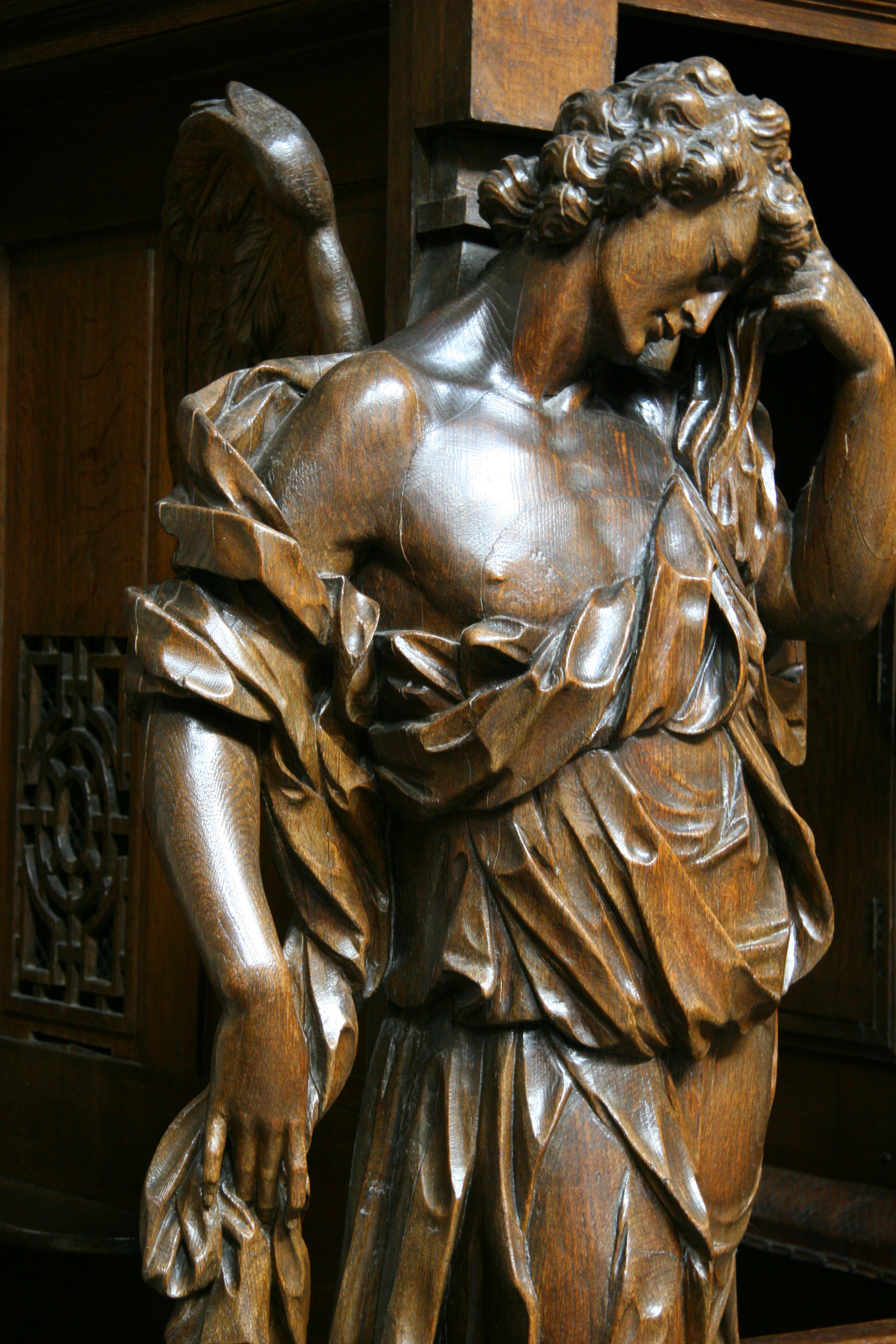
Részlet az egyik gyóntatófülkéről

### A székesegyház magyar vonatkozású ablakainak képeiből[1]

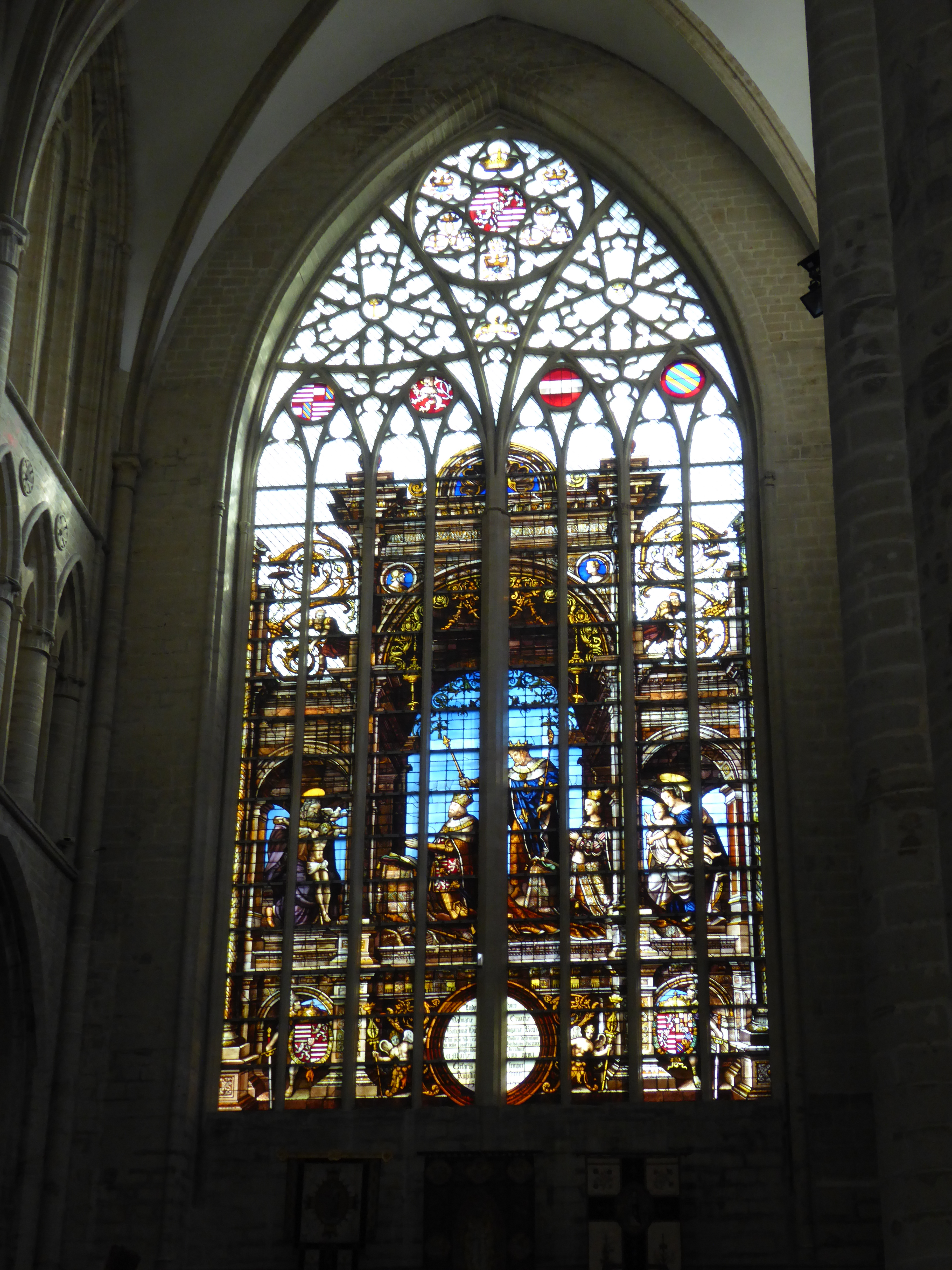
II. Lajos király és Mária királyné ólomüveg ablaka Bernard van Orley kartonja alapján, Brüsszel (1538)
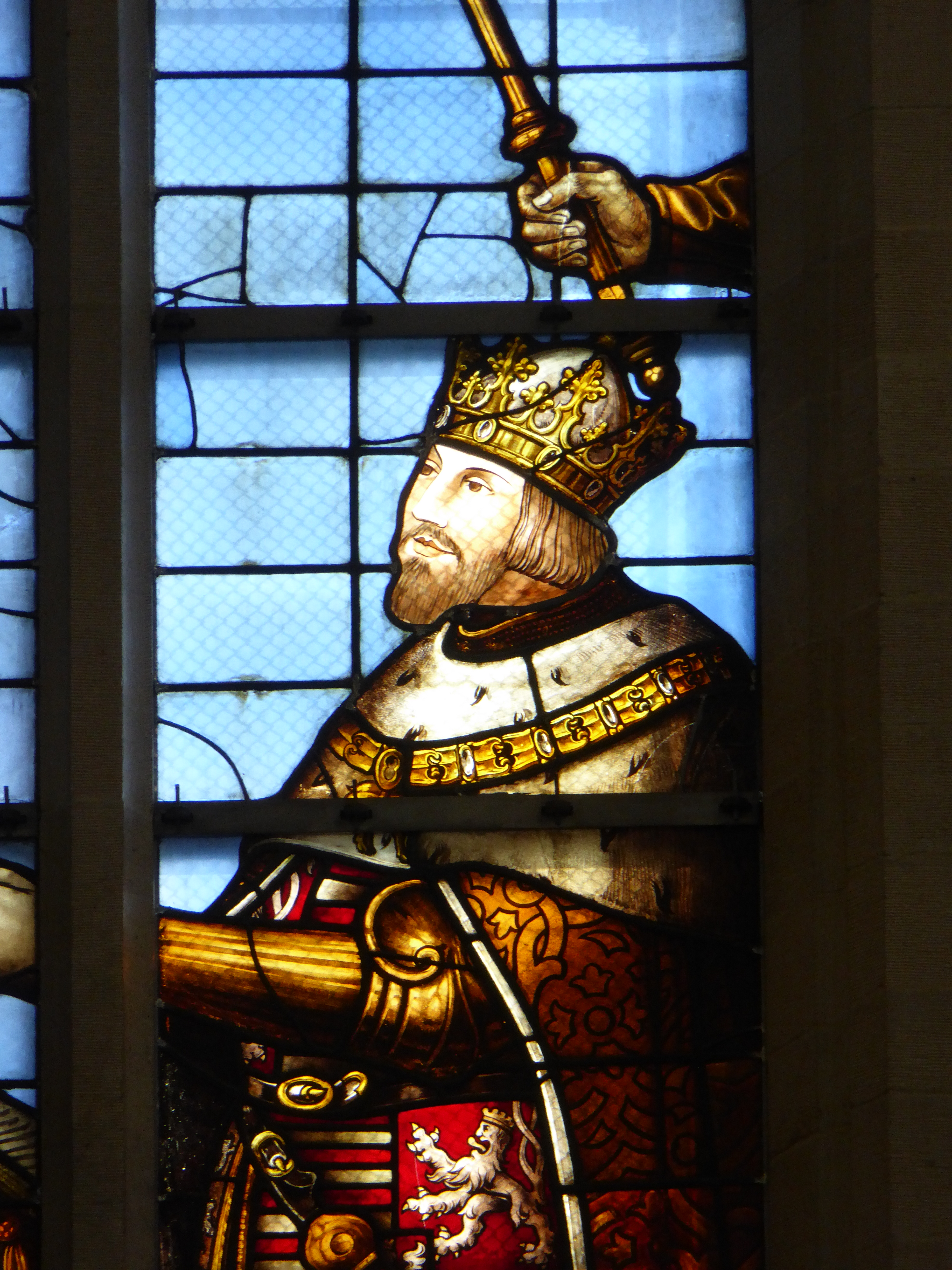
II. Lajos király és Mária királyné ólomüveg ablaka Bernard van Orley kartonja alapján (részlet)
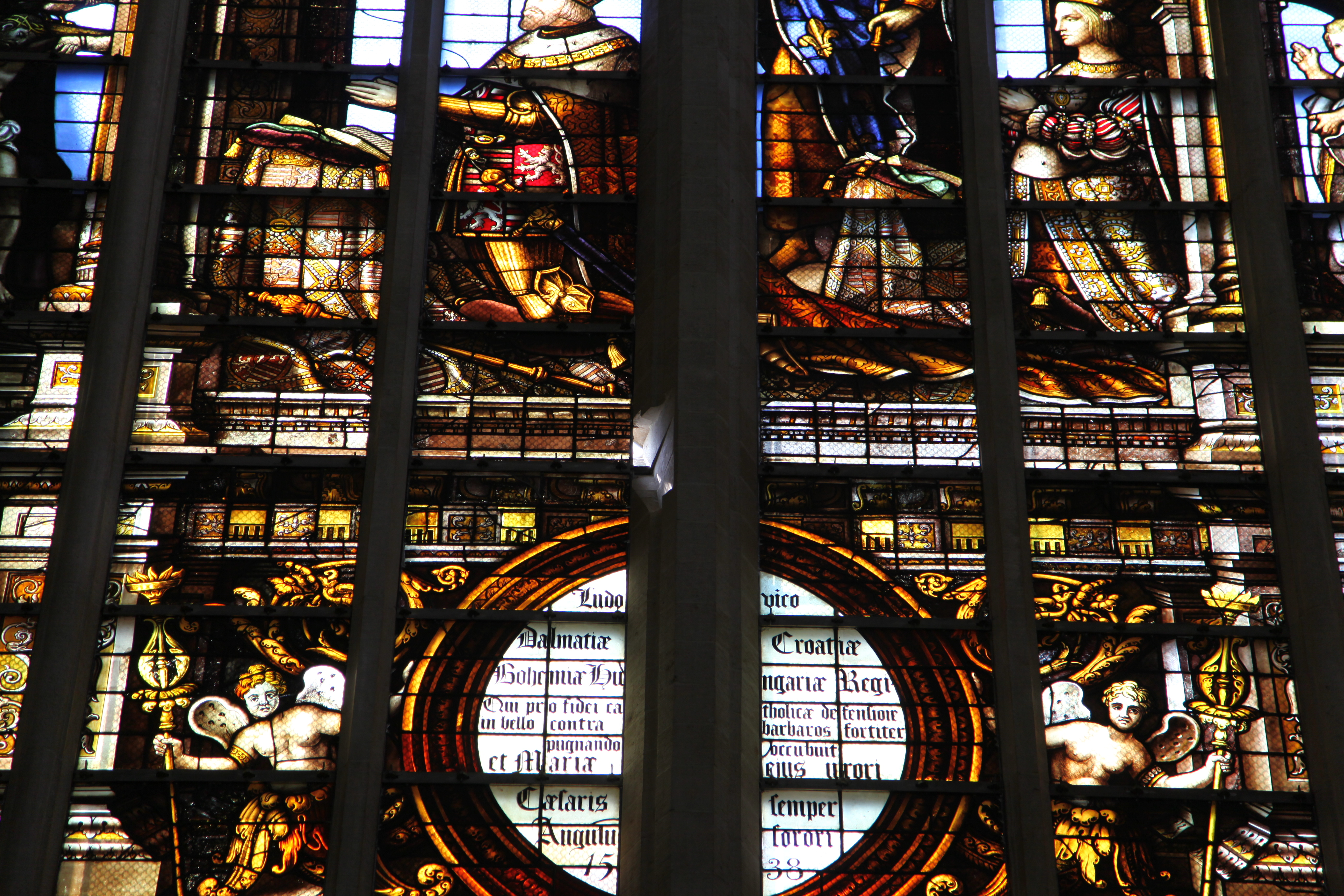
II. Lajos király és Mária királyné ólomüveg ablaka Bernard van Orley kartonja alapján (részlet)
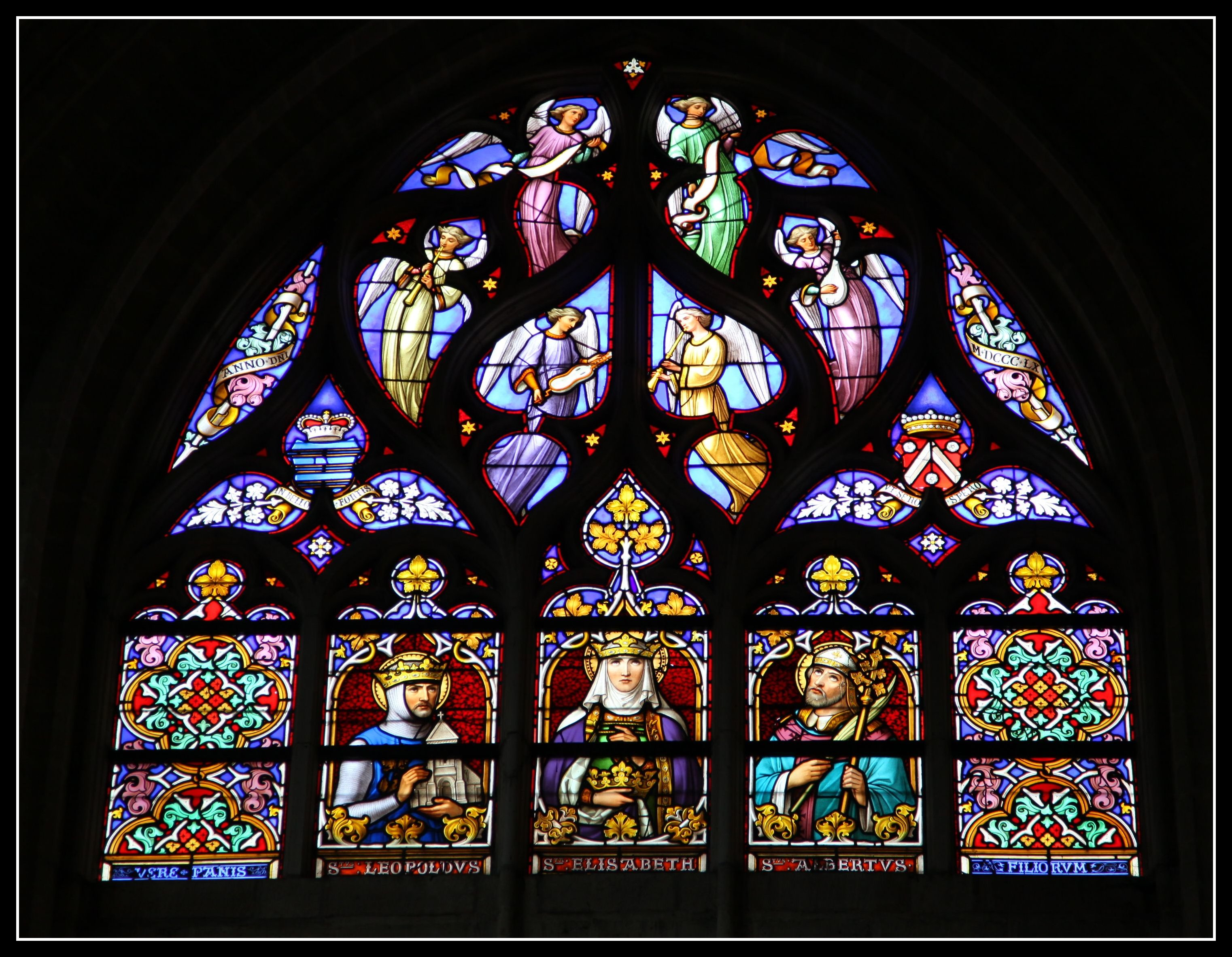
Árpád-házi Szent Erzsébet
[5]

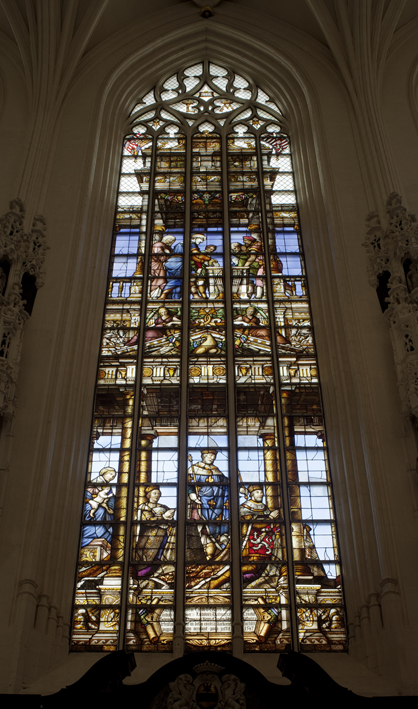
II. Lajos király és Mária királyné üvegablaka Michael de Coxcie kartonja alapján, Brüsszel (1547)
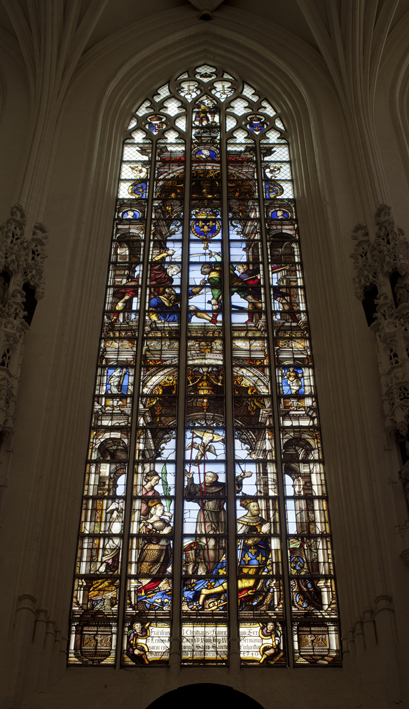
I. Ferdinánd és Anna királyné üvegablaka Ismeretlen mester kartonja alapján, Brüsszel (1546)
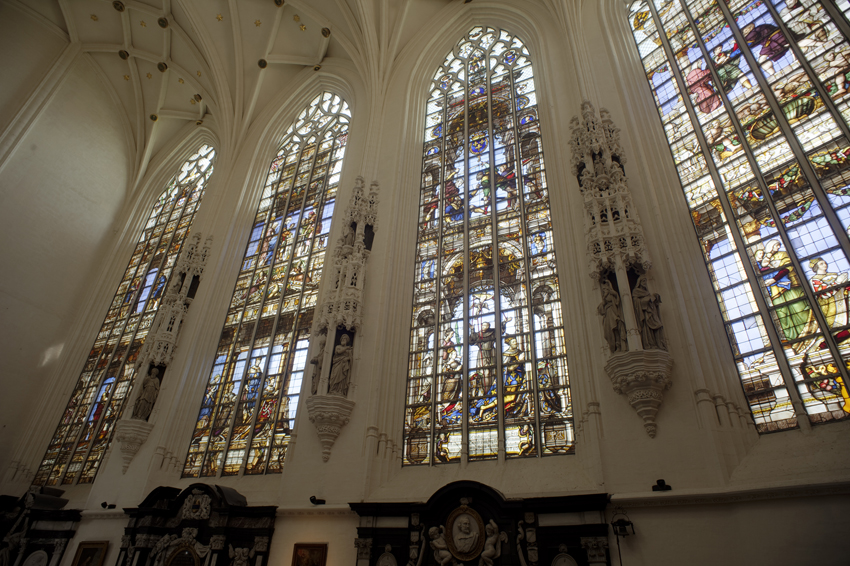
Az Oltáriszentség csodája kápolna
[8]

## Jelentősége
A katedrális a Mechelen-Brüsszeli főegyházmegye társszékesegyháza a mecheleni Szent Rumbold-katedrálissal együtt.

## Külső hivatkozások
- Szent Mihály- és Szent Gudula-székesegyház

## Fordítás
- Ez a szócikk részben vagy egészben  a   Cathédrale Saints-Michel-et-Gudule de Bruxelles című francia Wikipédia-szócikk fordításán alapul.  Az eredeti cikk szerkesztőit annak laptörténete sorolja fel. Ez a jelzés csupán a megfogalmazás eredetét és a szerzői jogokat jelzi, nem szolgál a cikkben szereplő információk forrásmegjelöléseként.